# Artemisia (Gattung)
Artemisia ist eine Pflanzengattung in der Familie der Korbblütler (Asteraceae). Einzelne Arten werden Beifuß, Wermut, Stabwurz oder Edelraute genannt. Zu dieser artenreichen Gattung gehören 250 bis 500 Arten, die hauptsächlich in den gemäßigten Gebieten vorkommen. Fast alle Arten haben ihre Verbreitungsgebiete auf der Nordhalbkugel in Nordamerika und Eurasien. Nur wenige Arten findet man in Südamerika und Afrika.

## Wortherkunft
Artemisia wurde bereits bei Pedanios Dioskurides und Plinius dem Älteren erwähnt, die damit Artemisia vulgaris und ähnliche Arten beschrieben. Der Name Artemisia rührt aber nicht vom Namen der griechischen Göttin Artemis her. Vielmehr wählte Carl von Linné, der der Pflanzengattung den Namen Artemisia gab, ihn in Anlehnung an Königin Artemisia II., die Schwester und Gattin des Maussolos II. von Halikarnassos. Sie errichtete für Maussolos das berühmte Mausoleum von Halikarnassos, eines der sieben Weltwunder der Antike. Plinius der Ältere berichtet, dass Artemisia II. den Wunsch gehabt habe, dass eine Pflanze nach ihr benannt werde. Diesen Wunsch hat ihr Carl von Linné erfüllt.

## Beschreibung

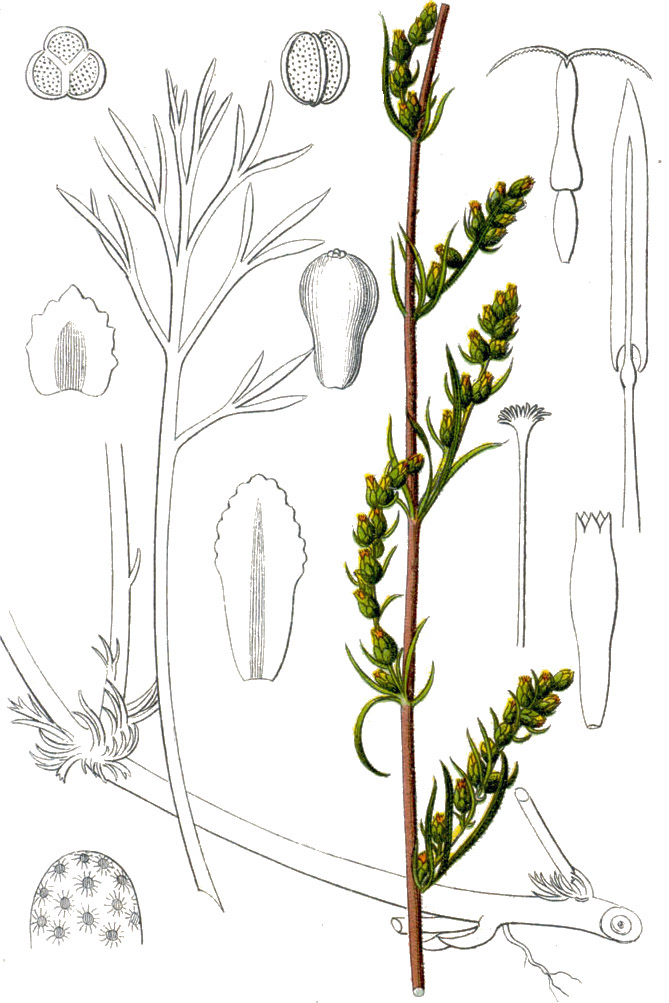
Illustration aus Sturm des Feld-Beifuß (Artemisia campestris)

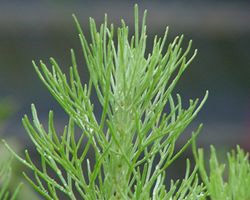
Kalifornischer Beifuß (Artemisia californica)

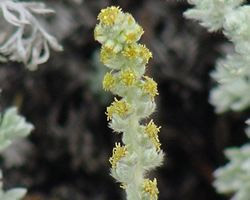
Blütenstand des Dünen-Beifuß (Artemisia pycnocephala)

### Vegetative Merkmale
Artemisia-Arten sind ein- bis zweijährige oder meist ausdauernde krautige Pflanzen, Halbsträucher und seltener Sträucher und erreichen je nach Art Wuchshöhen von 3 bis 350 Zentimetern. Die Pflanzenteile sind meistens kahl und mehr oder weniger aromatisch.
Die wechselständig angeordneten Laubblätter sind gestielt oder ungestielt. Die Blattspreiten sind einfach bis mehrfach fiederteilig.

### Generative Merkmale
In traubigen oder rispigen Blütenständen sind meistens zahlreich, kleine, oft nickende körbchenförmige Teilblütenstände angeordnet. Die Hülle (= Involucrum) ist glockig, zylindrisch, eiförmig bis kugelig und besteht aus zahlreichen, dachziegelartig angeordneten, angedrückten und am Rand meist trockenhäutigen Hüllblättern. Der Körbchenboden ist flach, kahl oder mehr oder weniger behaart und ohne Spreublätter.
Die Blüten sind alle röhrig, entweder homogam, zwittrig oder heterogam. Die in der Mitte stehenden Blüten sind zwittrig und die randständigen weiblich. Die Staubbeutel haben meistens lanzettliche Anhängsel an der Spitze. Die Schenkel der Griffel ragen bei den weiblichen Randblüten oft weit heraus.
Die Achänen sind zylindrisch oder zusammengedrückt und haben keine starken Rippen, oft mehr oder weniger verschleimend. Ein Pappus fehlt meist.

## Systematik
Die Erstveröffentlichung der Gattung Artemisia erfolgte 1753 durch Carl von Linné in Species Plantarum, Band 2, Seite 845. Synonyme für Artemisia L. sind Absinthium Mill., Chamartemisia Rydb., Elachanthemum Y.Ling & Y.R.Ling, Oligosporus Cass. und Seriphidium (Besser ex Hook.) Fourr.

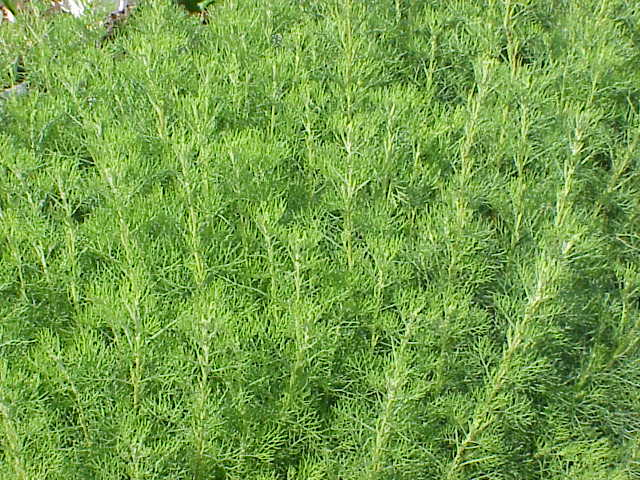
Eberraute (Artemisia abrotanum)

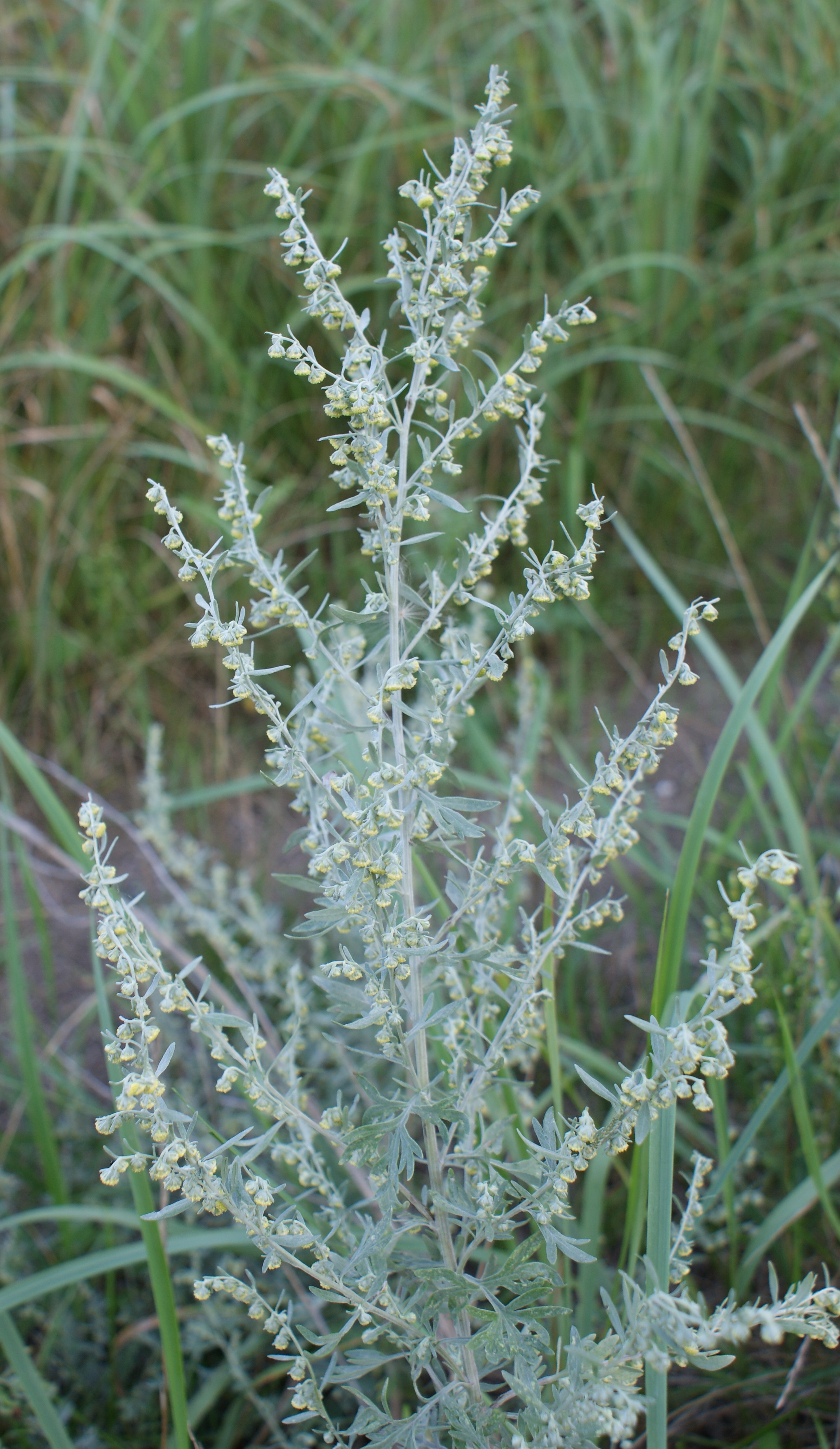
Wermut (Artemisia absinthium)

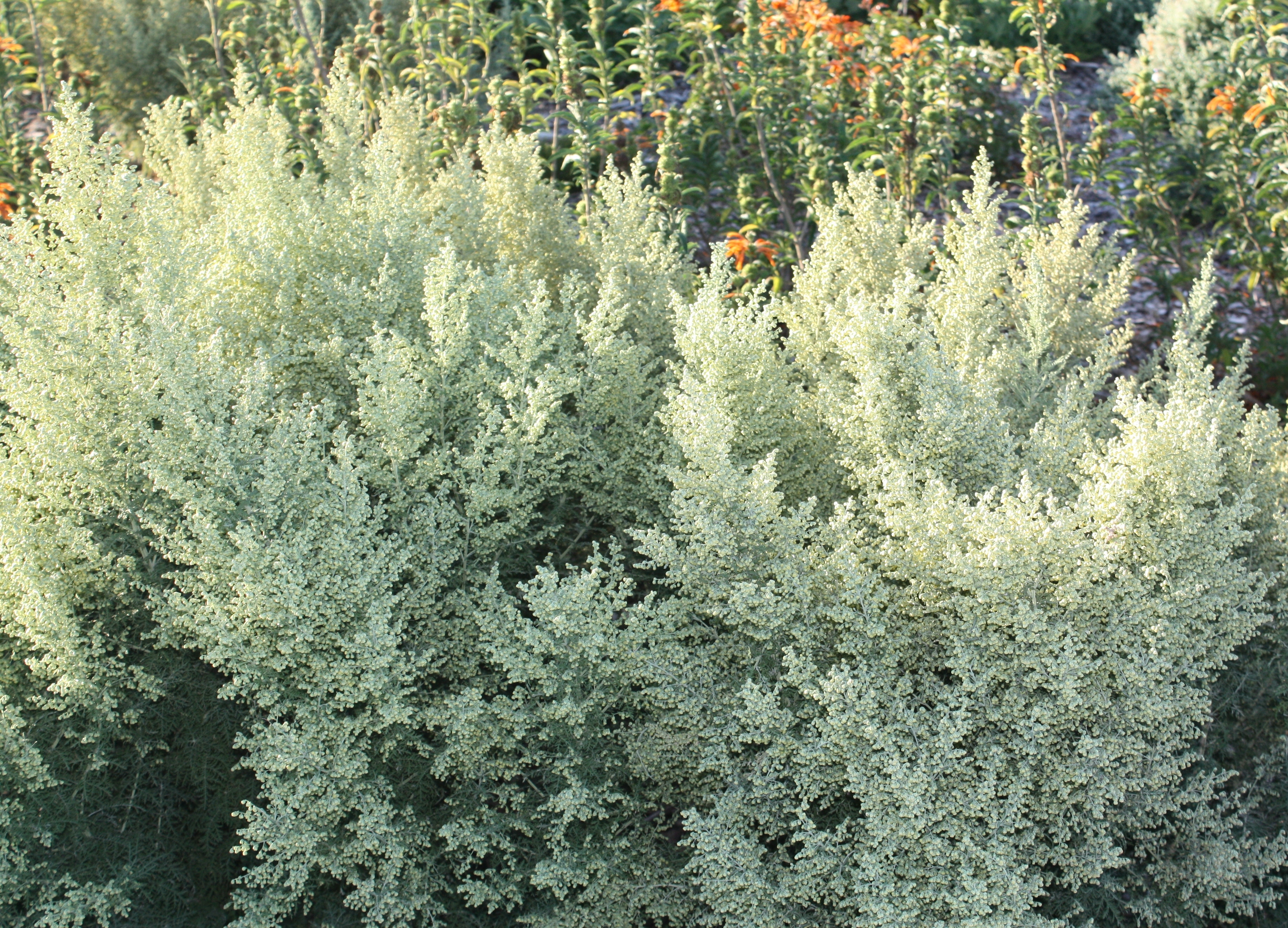
Artemisia afra

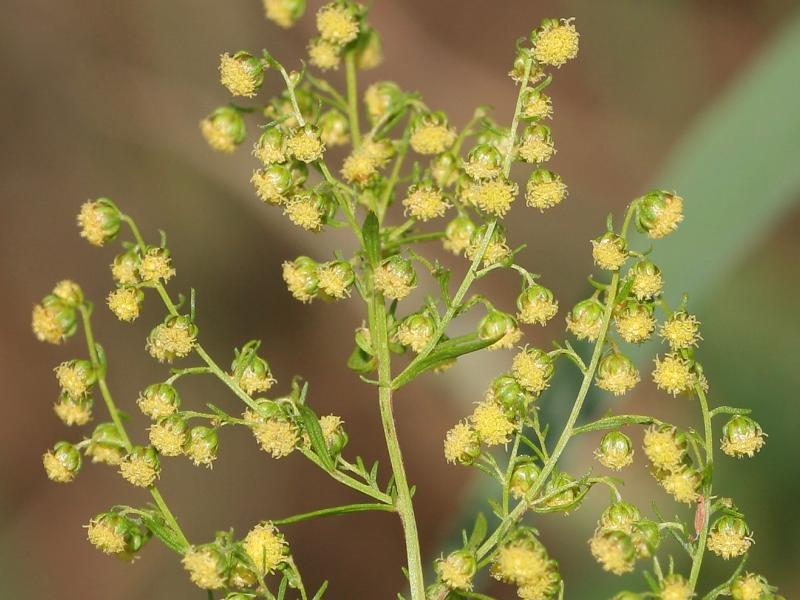
Blütenstand des Einjährigen Beifuß (Artemisia annua)

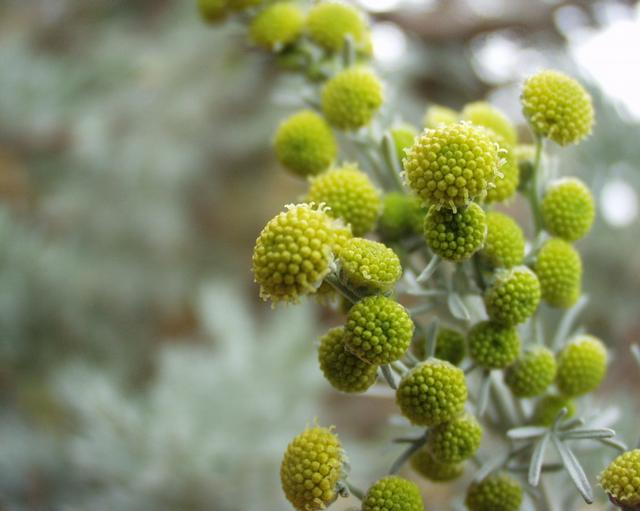
Blütenstand von Artemisia arborescens

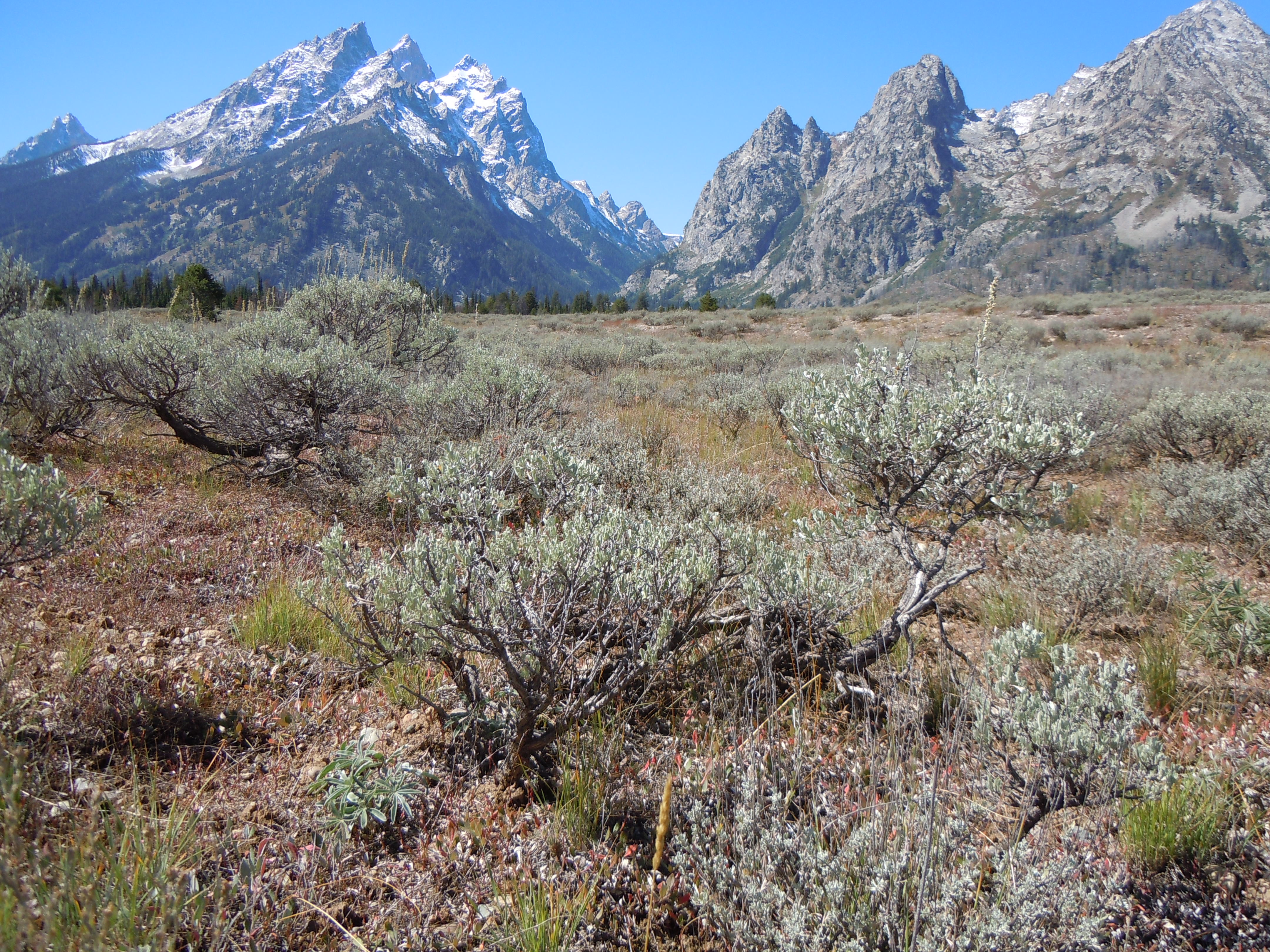
Artemisia arbuscula

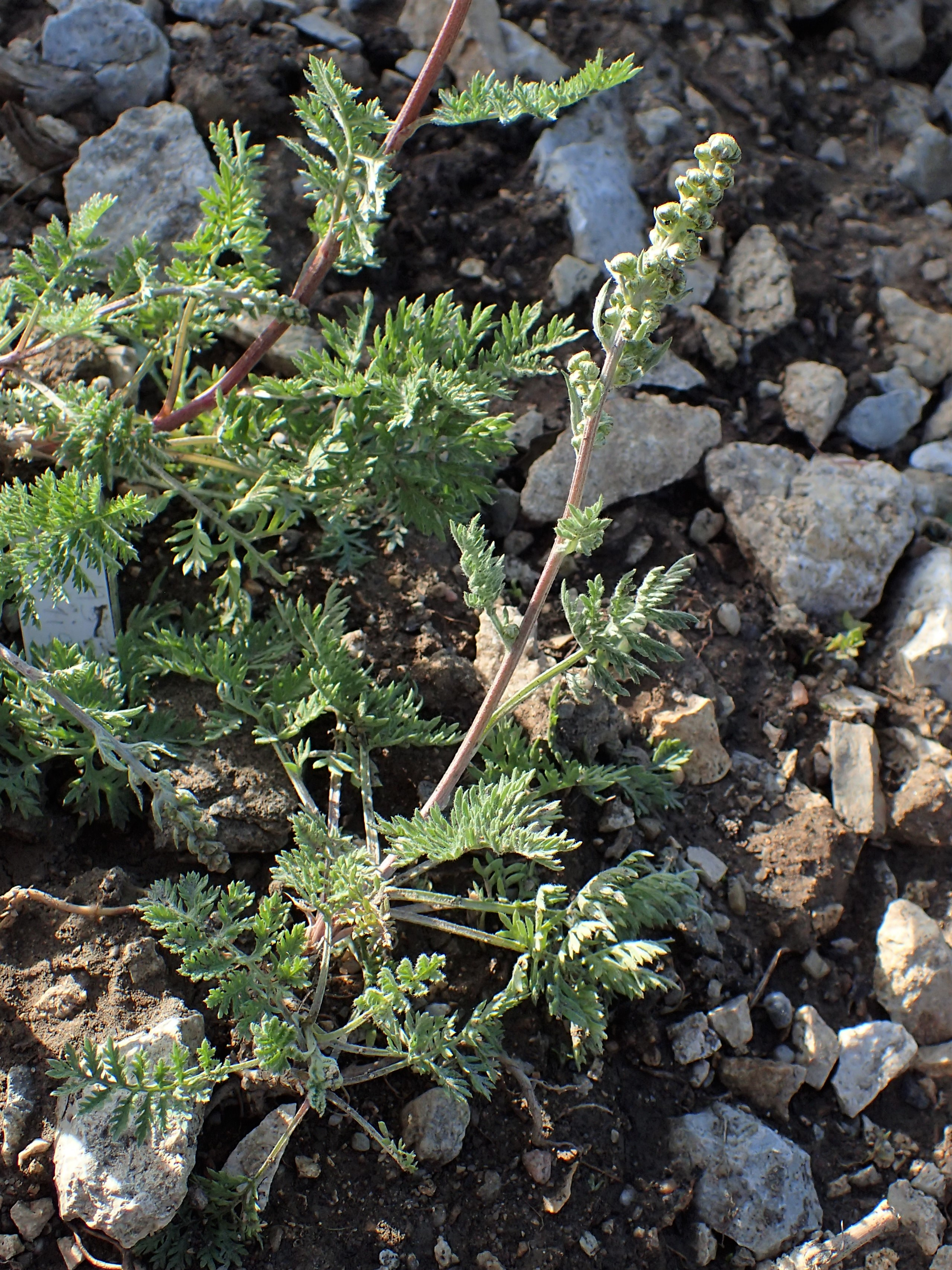
Artemisia atrata

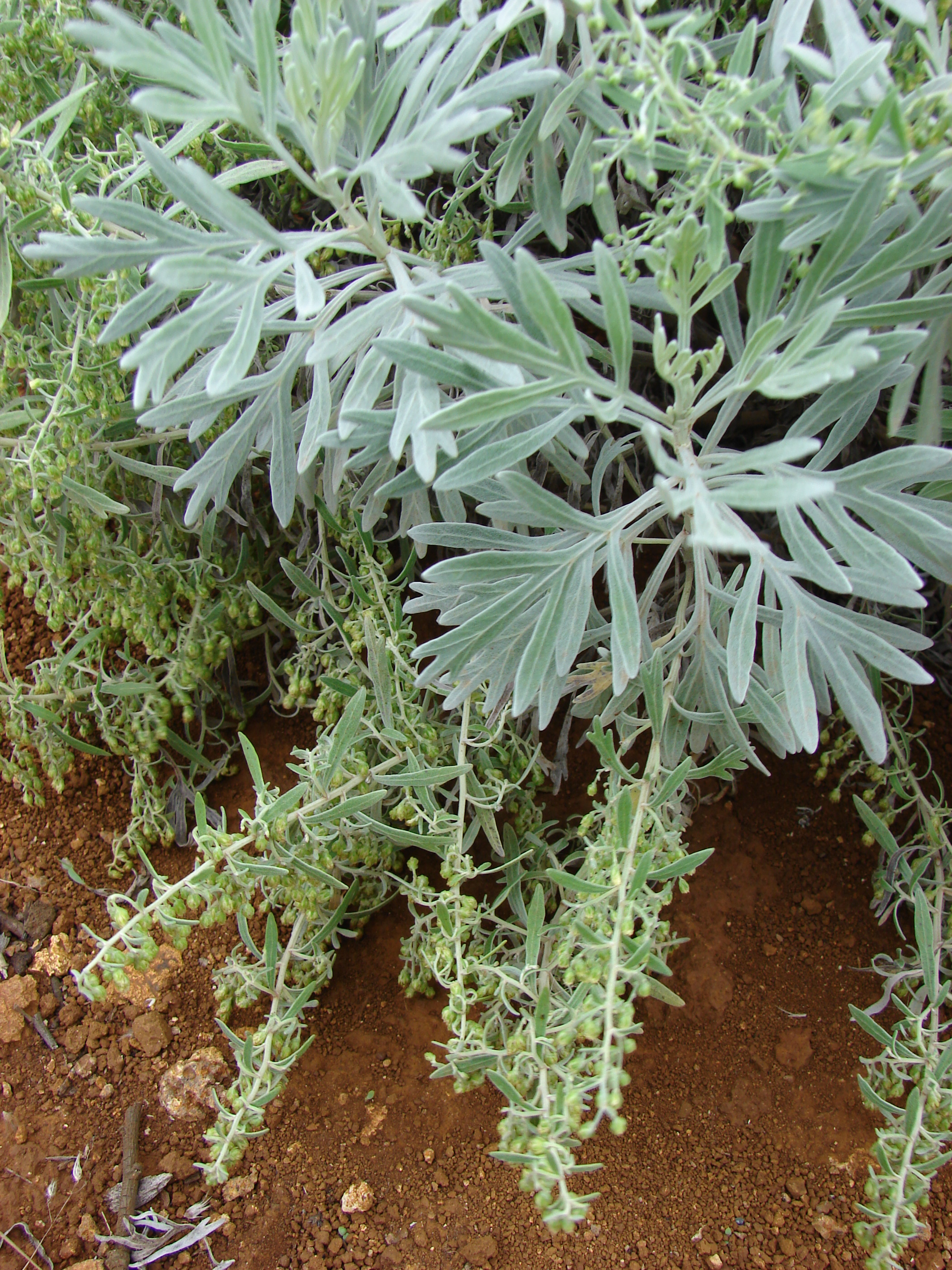
Artemisia australis

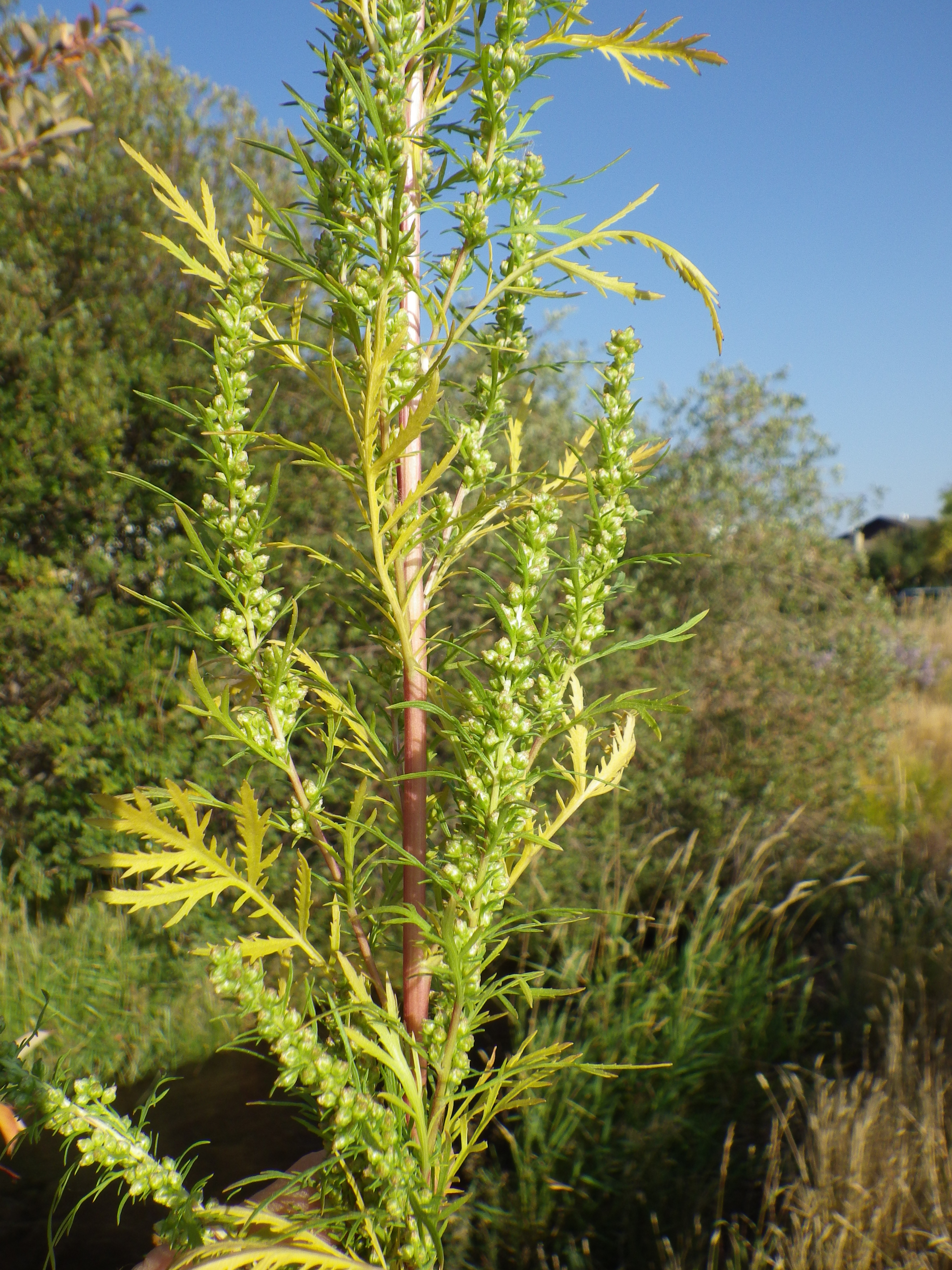
Zweijähriger Beifuß (Artemisia biennis)

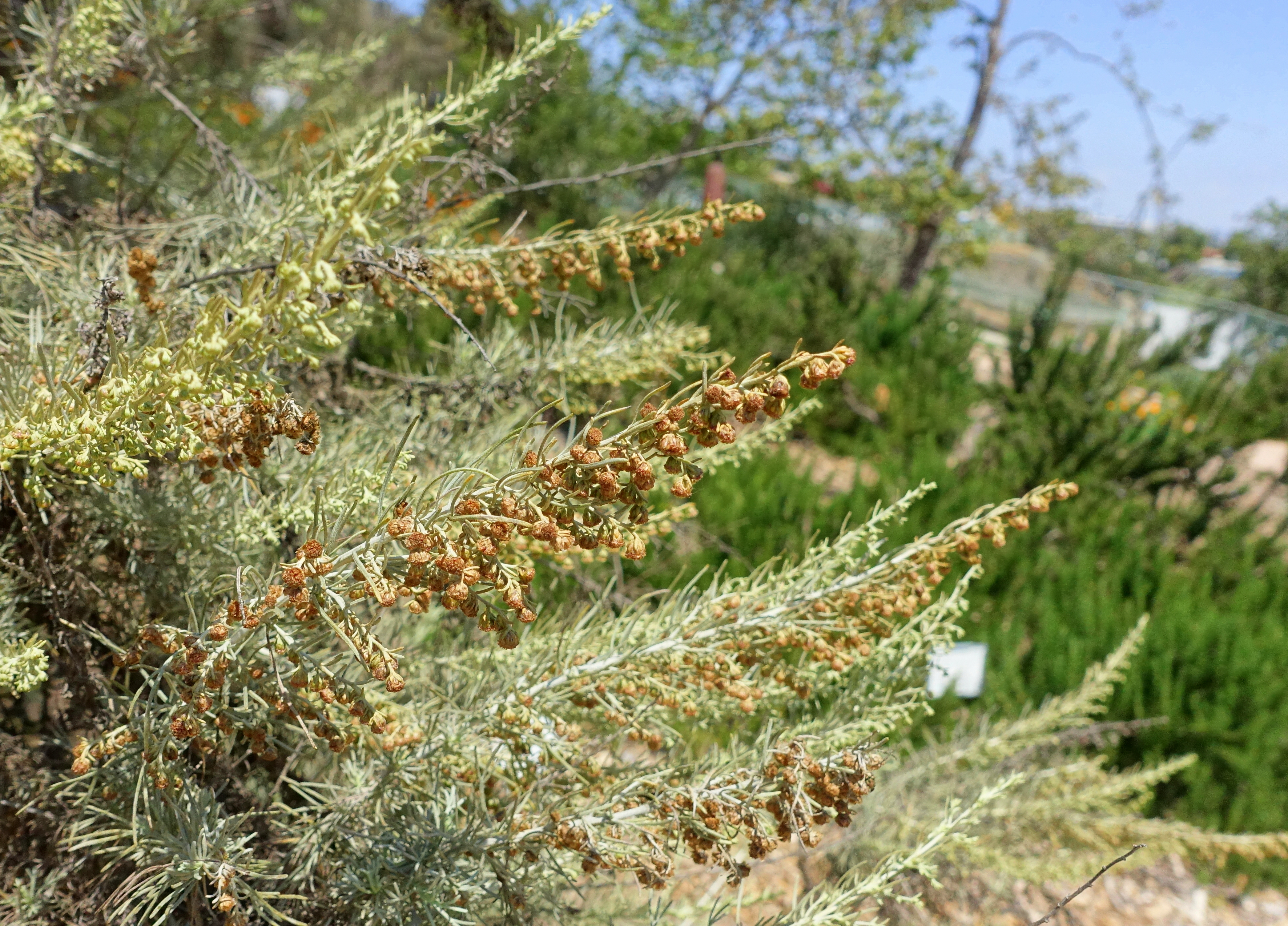
Artemisia californica

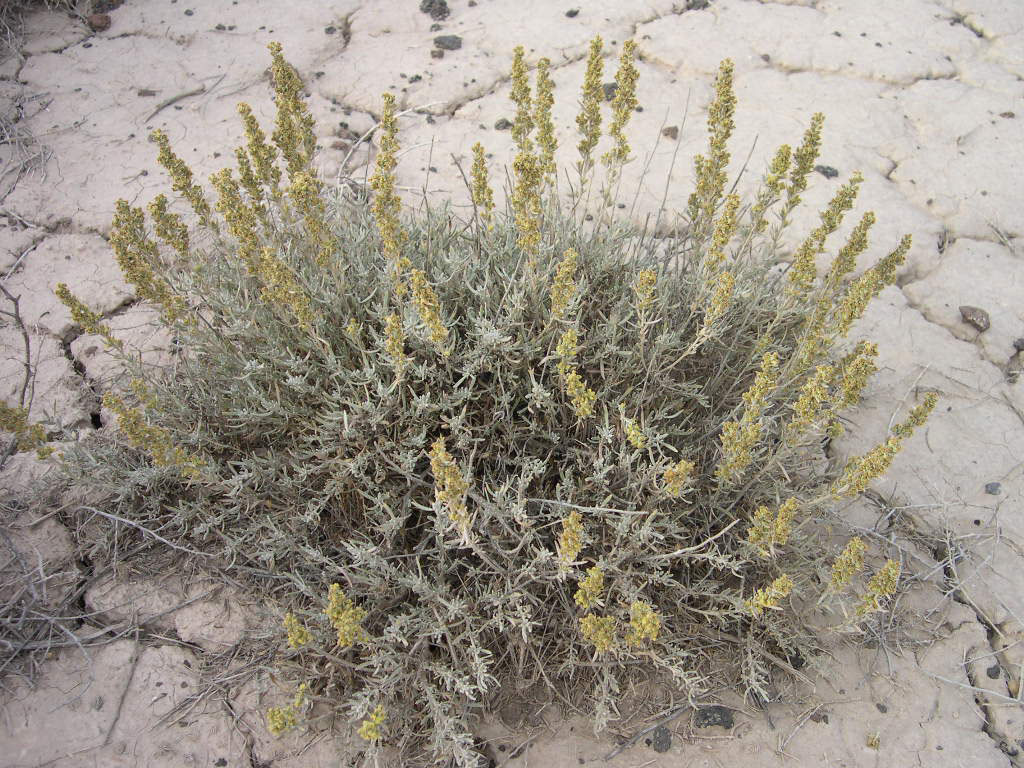
Artemisia cana

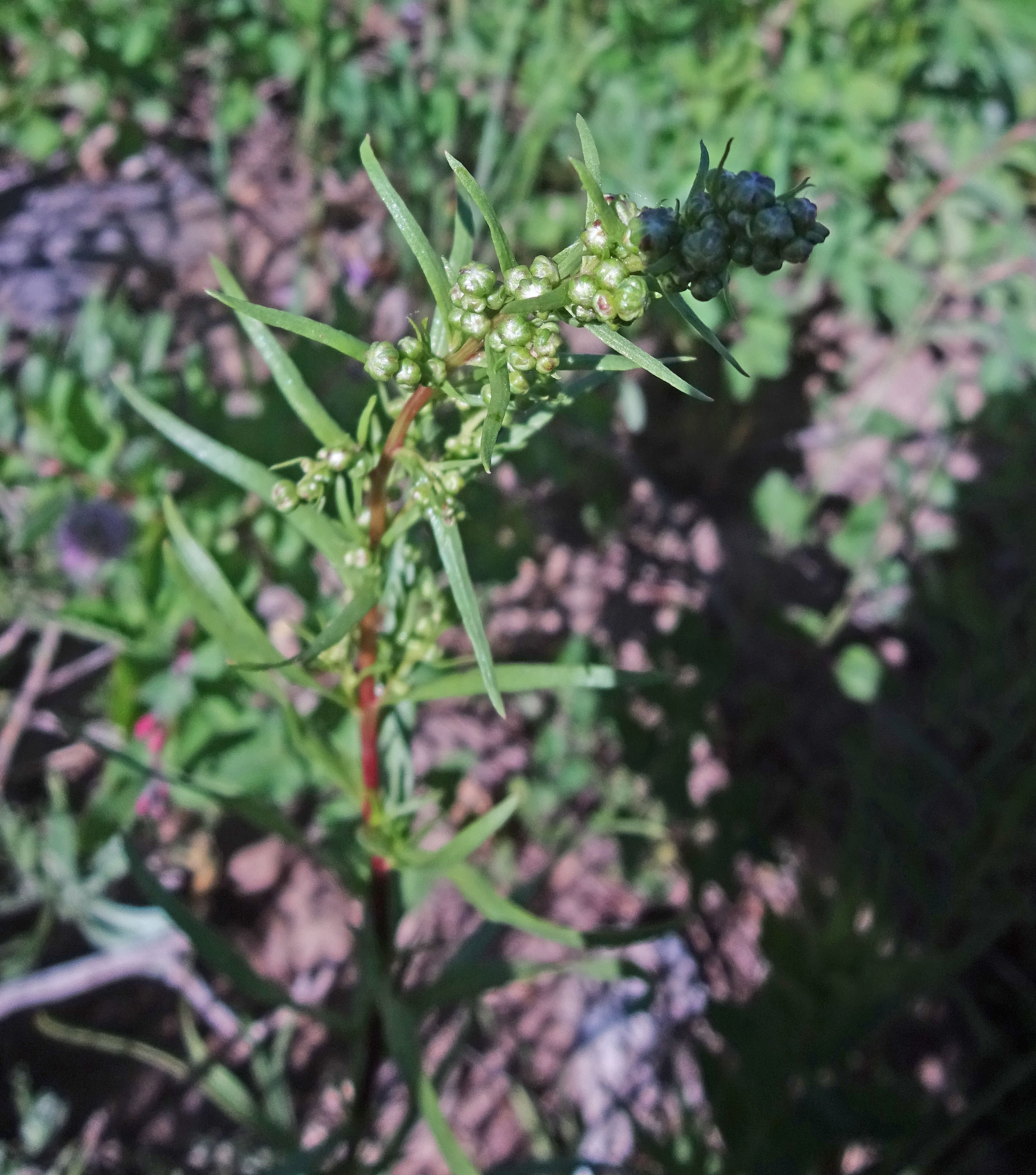
Deutscher Estragon (Artemisia dracunculus)

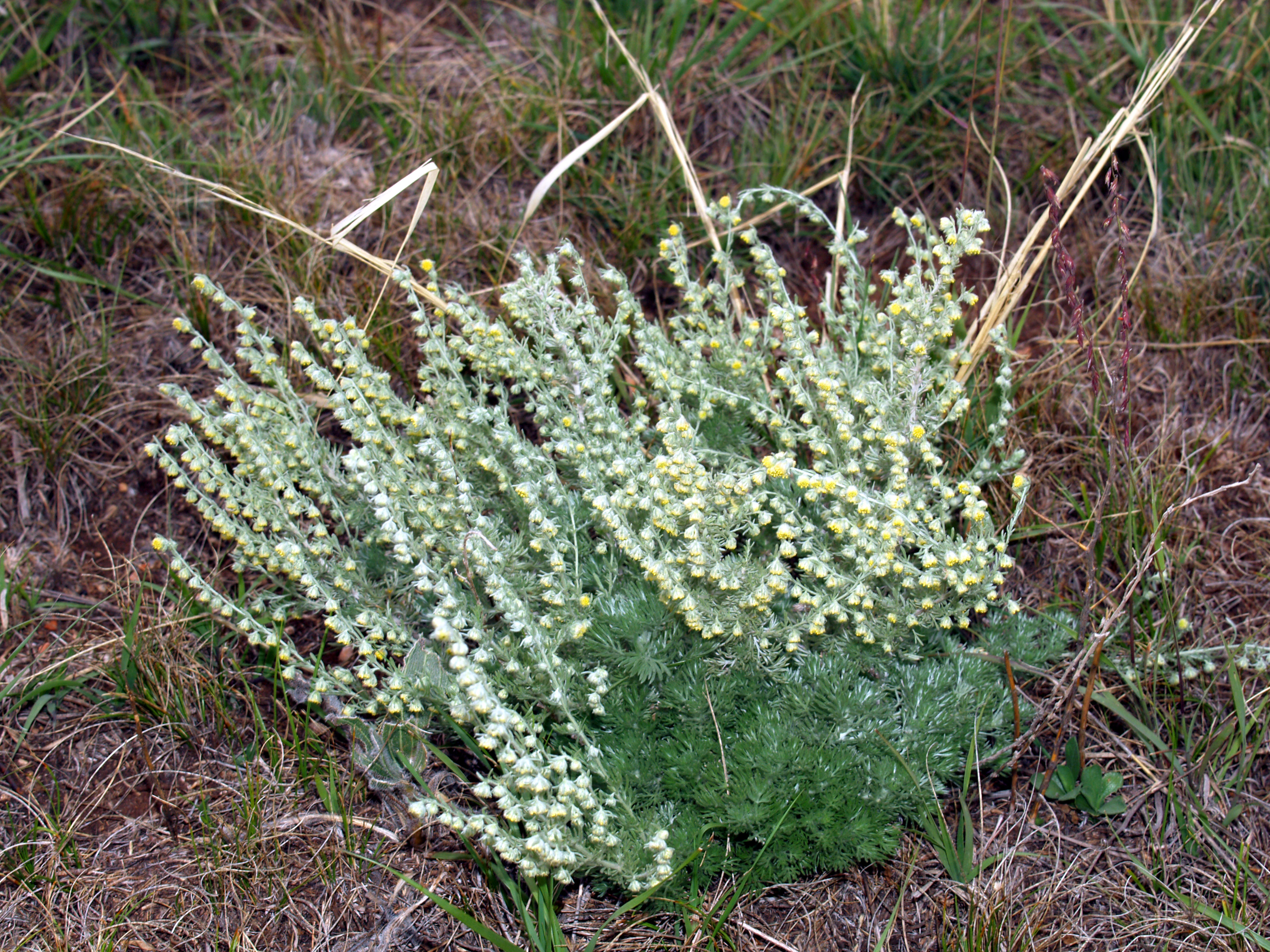
Artemisia frigida

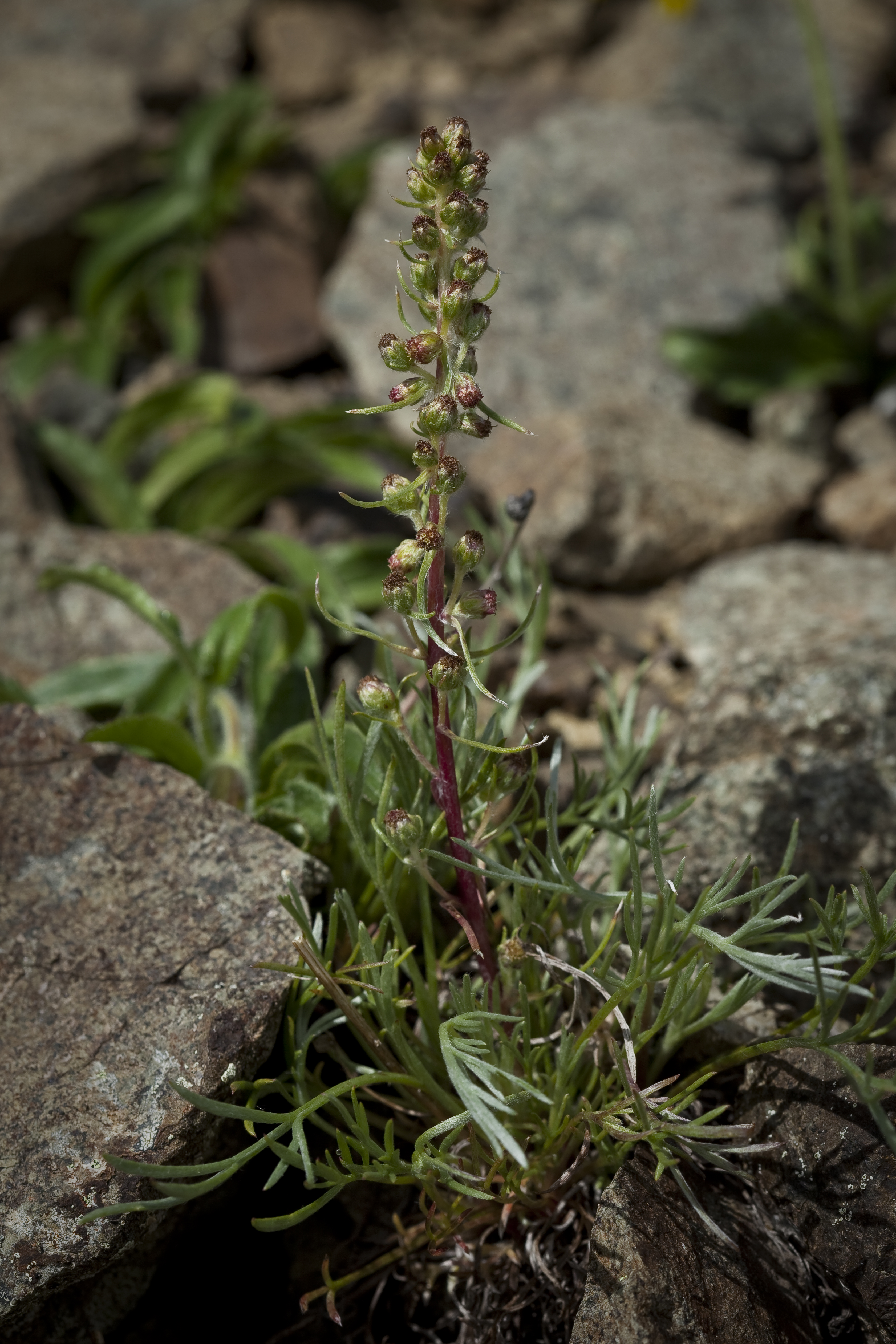
Artemisia furcata

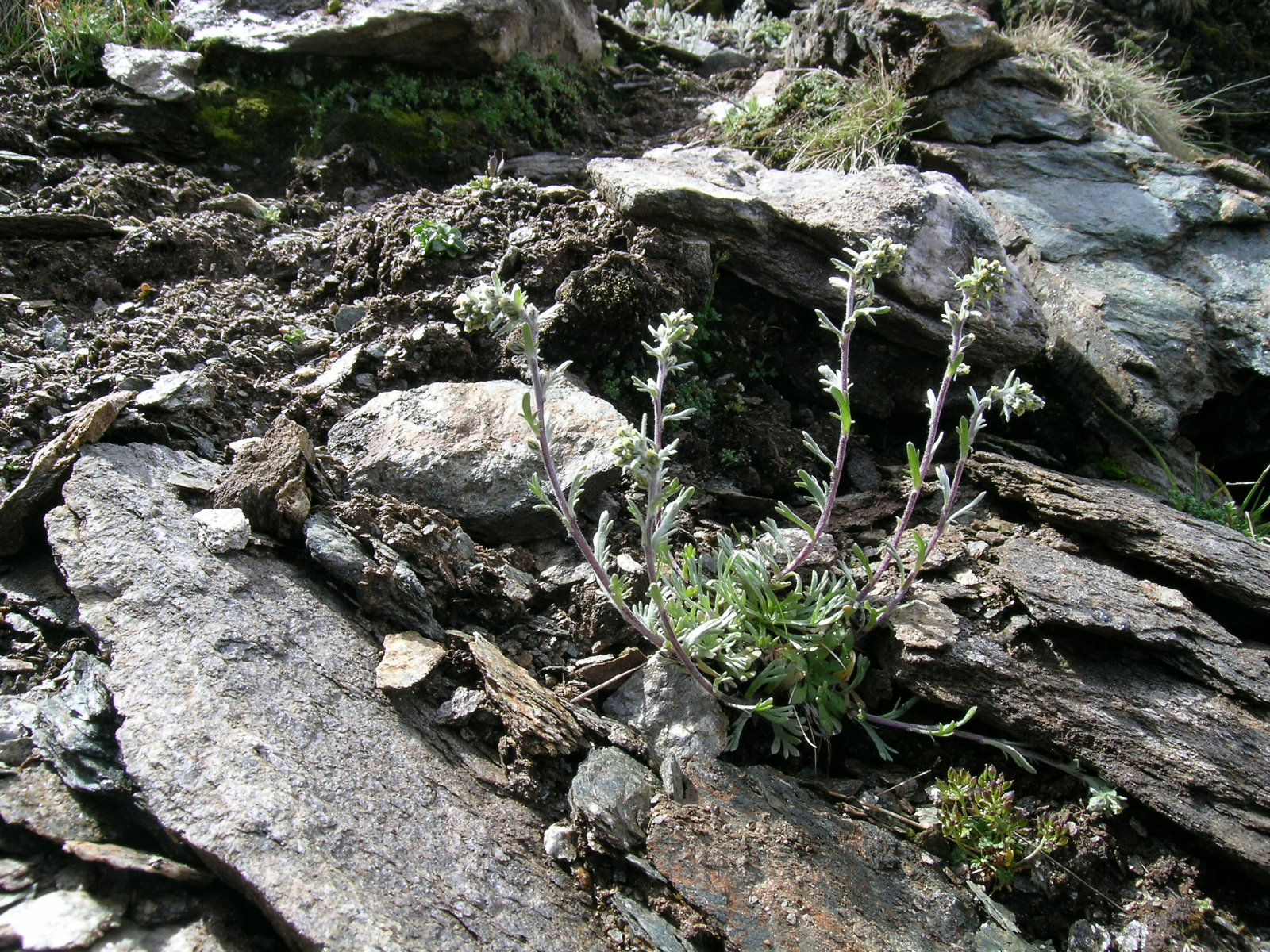
Schwarze Edelraute (Artemisia genipi)

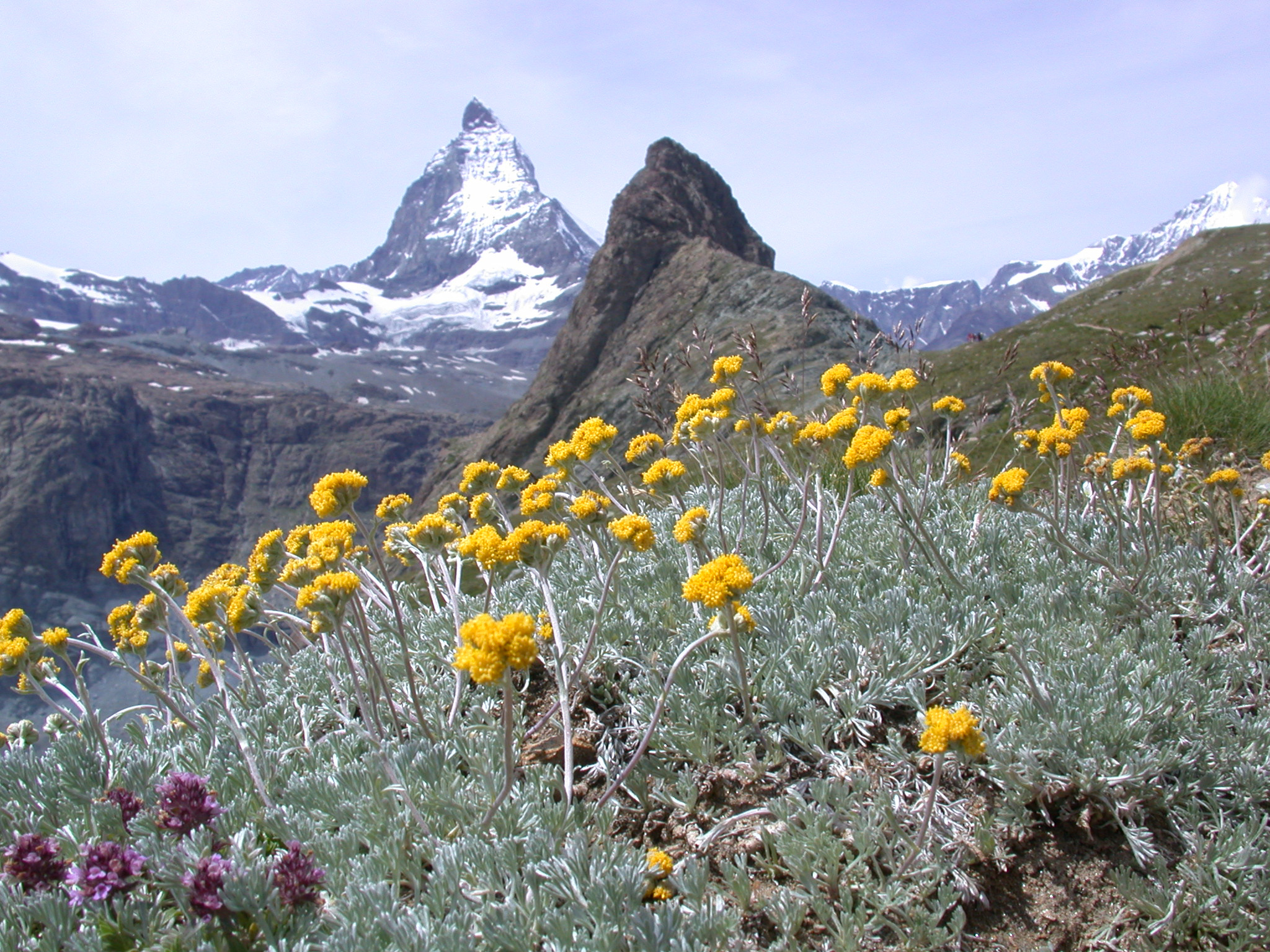
Gletscher-Edelraute (Artemisia glacialis) beim Matterhorn

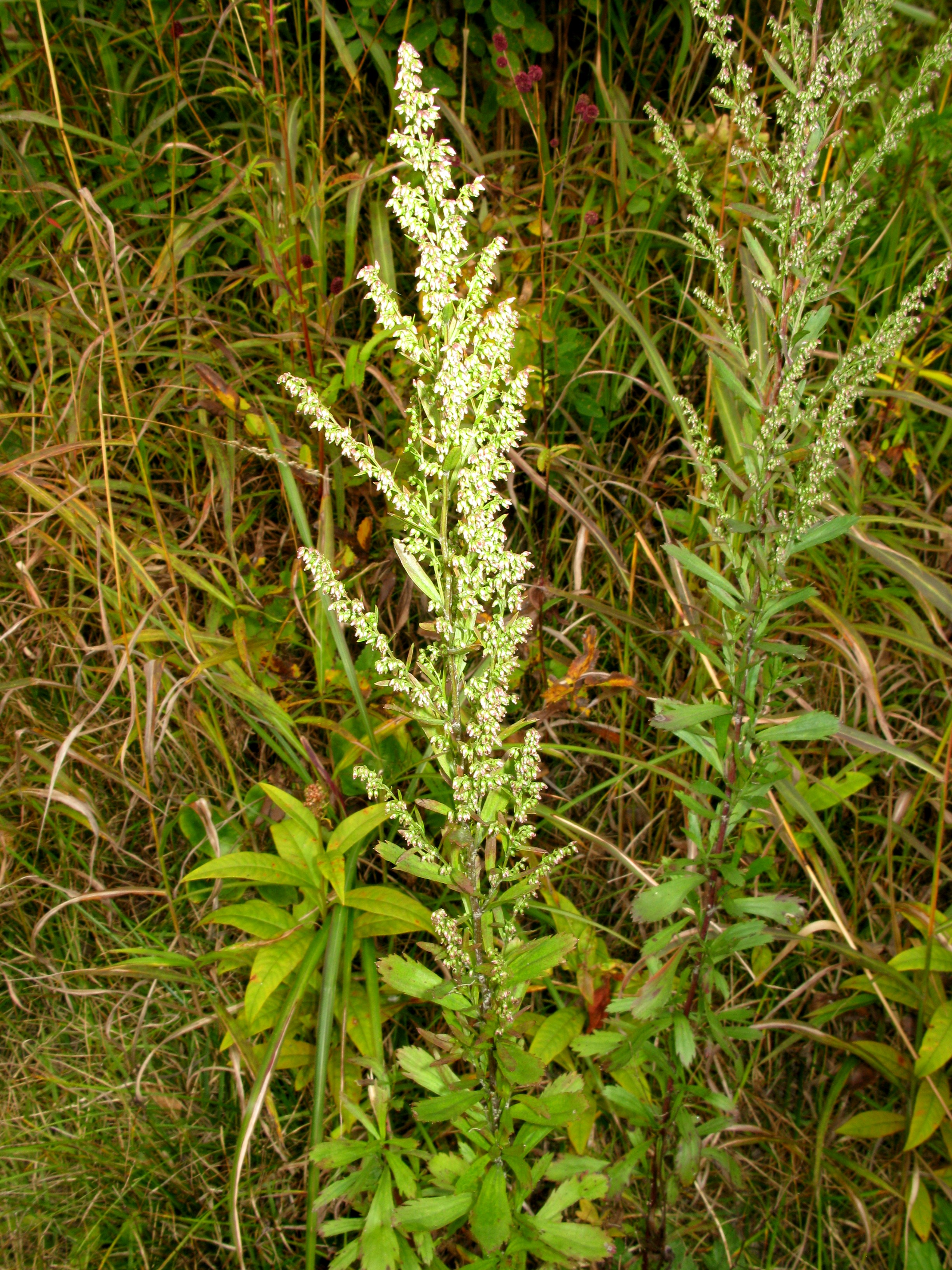
Artemisia japonica

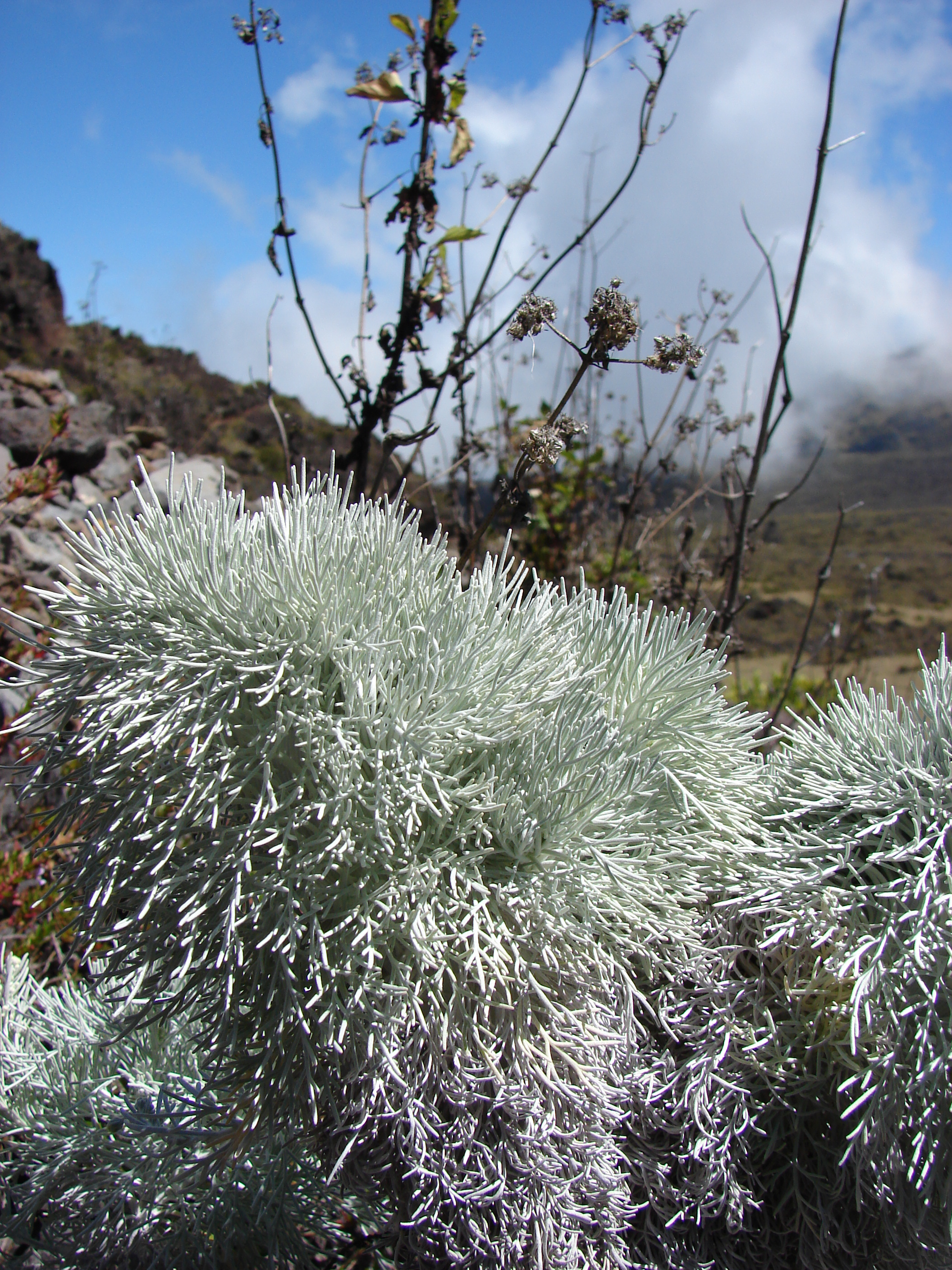
Artemisia mauiensis

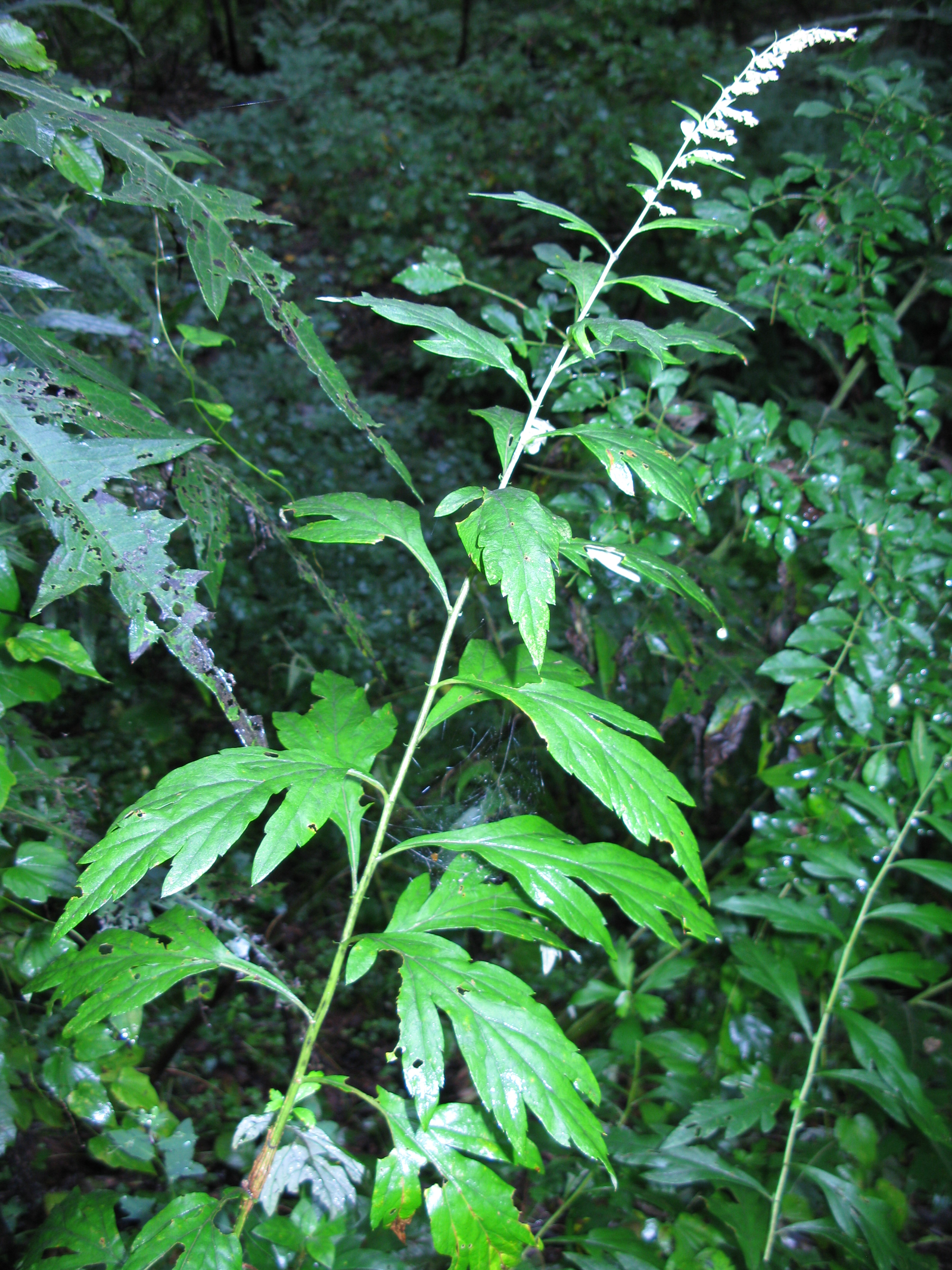
Artemisia montana

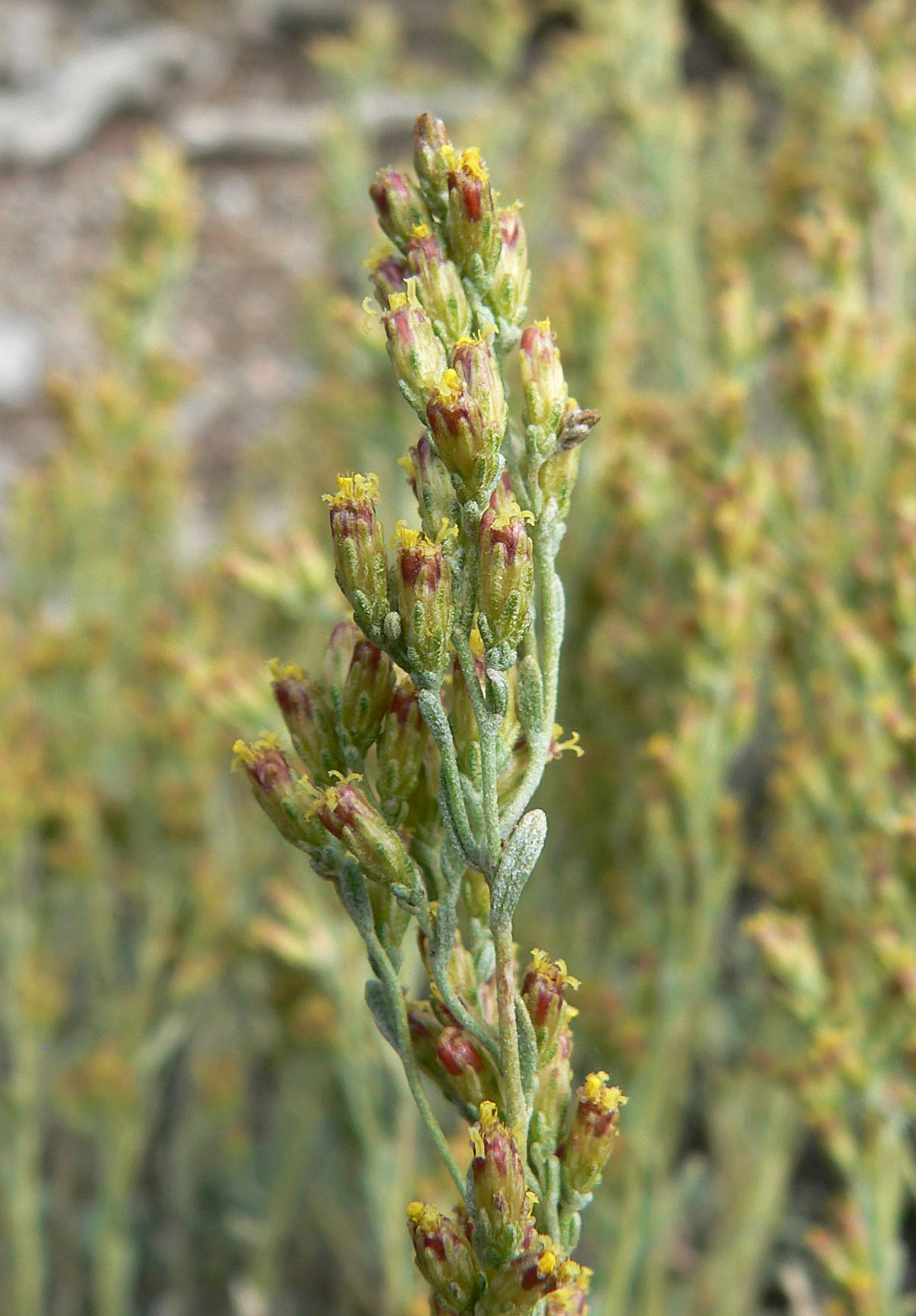
Artemisia nova

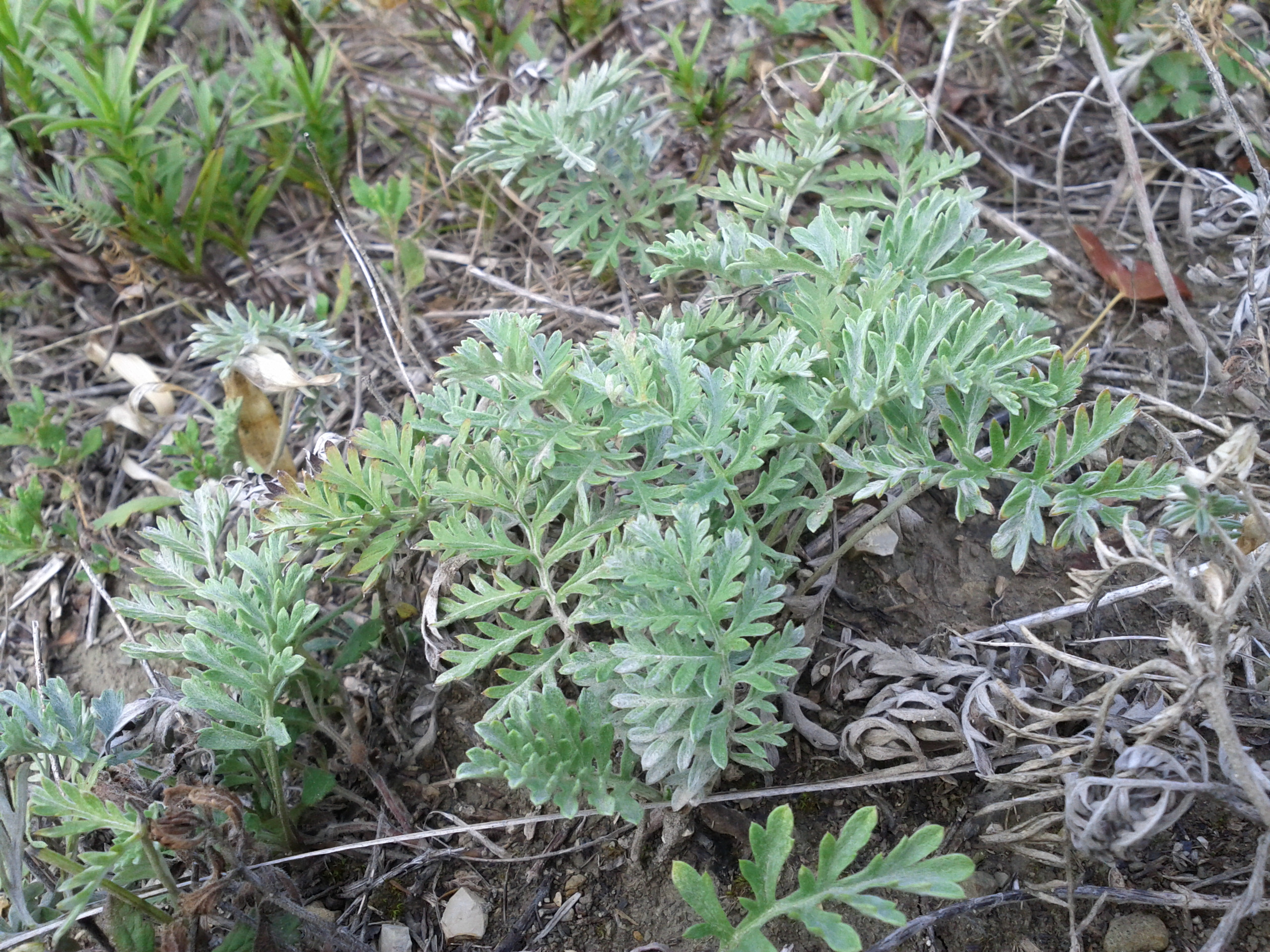
Waldsteppen-Wermut (Artemisia pancicii)

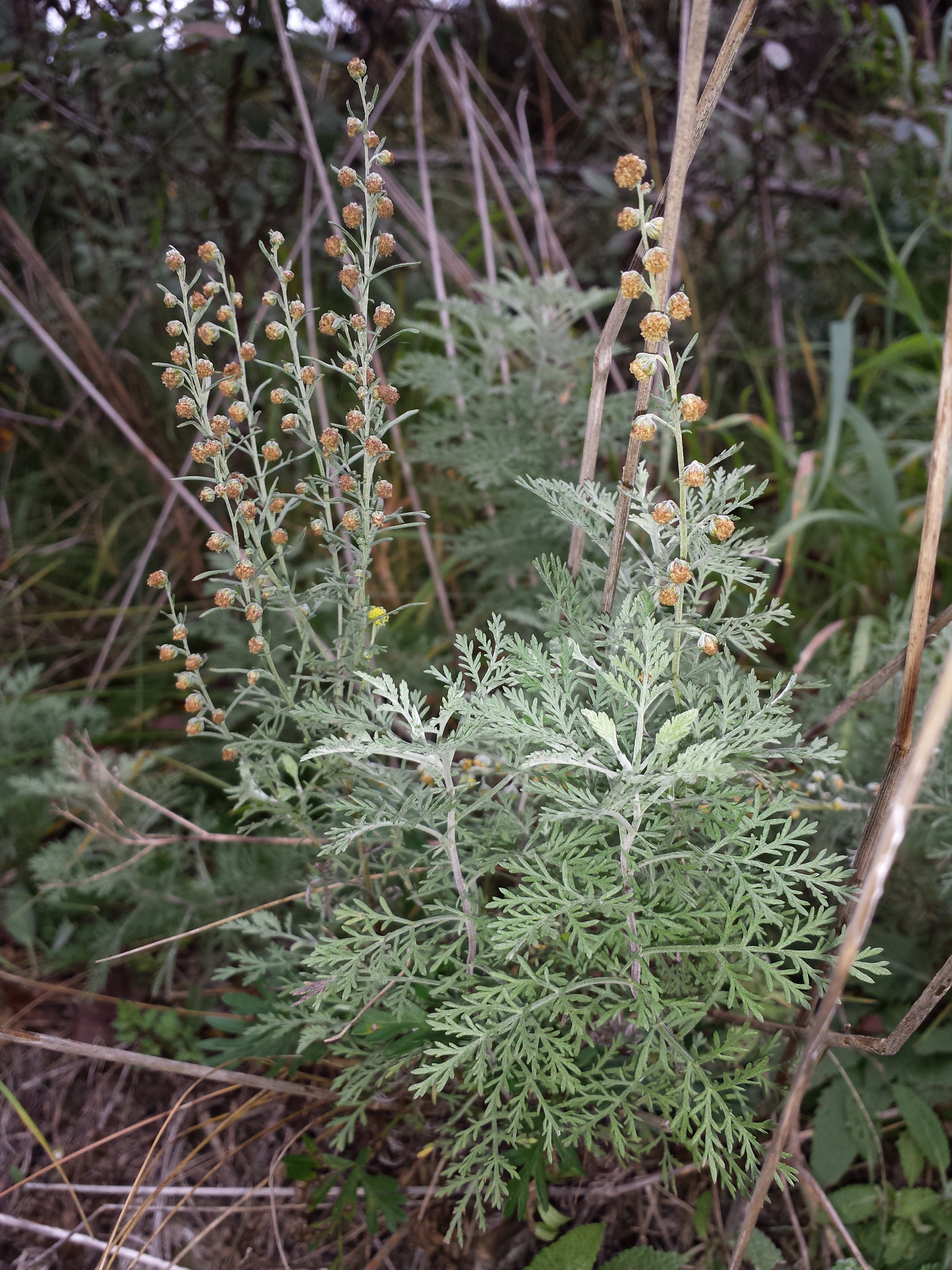
Pontischer Beifuß (Artemisia pontica)

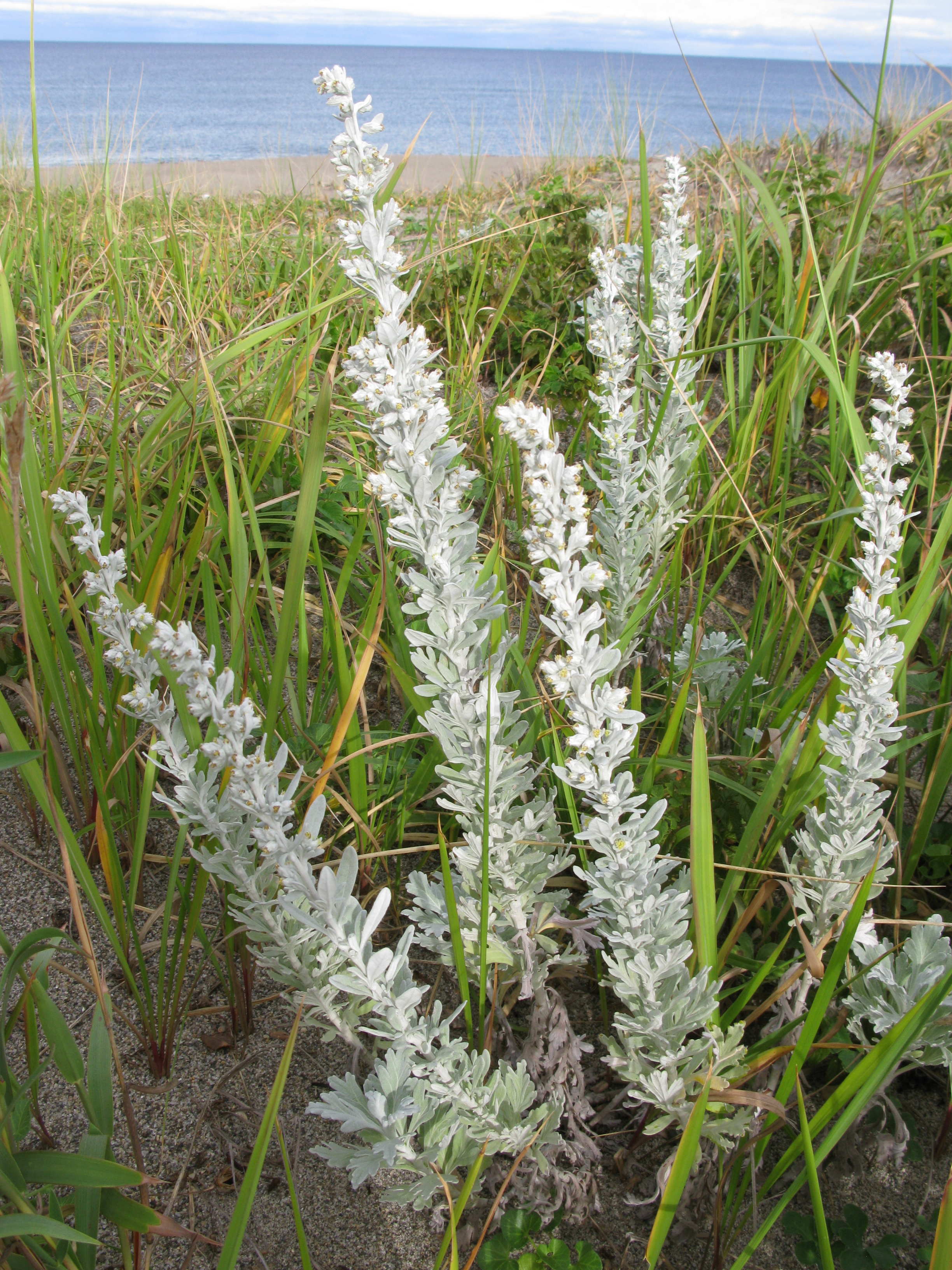
Artemisia stelleriana

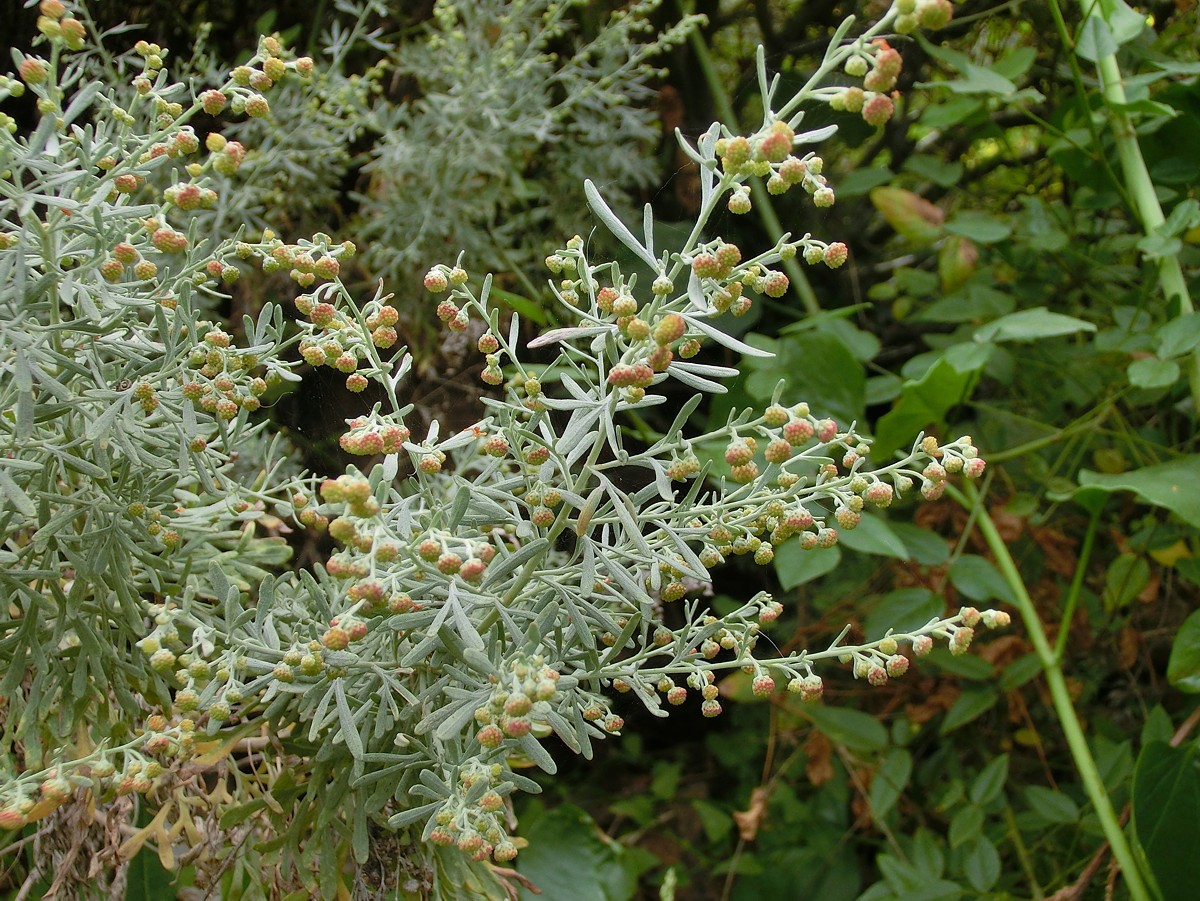
Artemisia thuscula

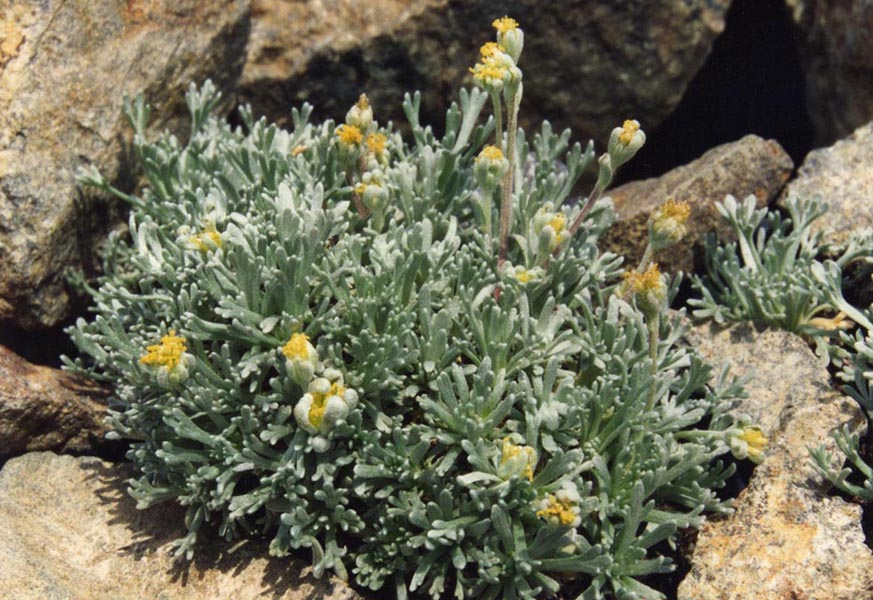
Echte Edelraute (Artemisia umbelliformis)

Die Gattung Artemisia umfasst etwa 250 bis 500 Arten (Auswahl):
- Artemisia abaensis Y.R.Ling & S.Y.Zhao: Sie gedeiht in mittleren und großen Höhenlagen in den chinesischen Provinzen südwestliches Gansu, westliches Sichuan sowie östliches Qinghai.[8]
- Artemisia abbreviata (Krasch. ex Korobkov) Krasnob.: Sie kommt in Sibirien vor.
- Eberraute (Artemisia abrotanum L.): Die ursprüngliche Heimat ist die Balkanhalbinsel, das weitere Südosteuropa bis zur Kaukasusregion und die Türkei.[4]
- Wermutkraut oder Echt-Wermut (Artemisia absinthium L.): Es kommt im gemäßigten Eurasien, in Indien sowie in Nordafrika vor.[4]
- Artemisia abyssinica (Sch. Bip. ex A.Rich.): Sie kommt in Äthiopien, Eritrea, im Jemen und in Saudi-Arabien vor.[4]
- Artemisia adamsii Besser (Syn.: Artemisia depressa Turcz. ex DC., Artemisia tenuifolia DC.): Sie kommt im südwestlichen Sibirien, in der östlichen Mongolei und im östlichen Teil des Autonomen Gebietes Innere Mongolei sowie der chinesischen Provinz Heilongjiang vor.[8]
- Artemisia afghanica Rech. f. & Köie: Sie kommt nur in Afghanistan vor.
- Artemisia aflatunensis Poljakov ex U.P.Pratov & Bakanova: Sie kommt nur in  Kirgisistan vor.
- Indianer-Wermut oder Räucherwermut (Artemisia afra Jacq. ex Willd.): Sie ist im tropischen und im südlichen Afrika verbreitet.[4]
- Artemisia aksaiensis Y.R.Ling: Sie gedeiht auf Hügeln in Höhenlagen von  3100 bis 3800 Metern nur im westlichen Teil der chinesischen Provinz Gansu.[8]
- Artemisia alaskana Rydb. (Syn.: Artemisia tyrrellii Rydb.): Sie kommt im nördlichen Nordamerika in Alaska und Kanada vor.[4]
- Cola-Strauch auch Kampfer-Beifuß genannt[9] (Artemisia alba Turra, Syn.: Artemisia achilleifolia Ten., Artemisia biasolettiana Vis., Artemisia camphorata Vill., Artemisia fruticosa Asso, Artemisia humilis Wulfen (non Mill. 1768), Artemisia incanescens Godr., Artemisia lobelii All., Artemisia saxatilis Willd., Artemisia suavis Jord., Artemisia subcanescens Willd.): Die Heimat ist das südliche Europa mit Spanien, Frankreich, Italien, der Balkanhalbinsel und Inseln der Ägäis. Außerdem gibt es Vorkommen in Belgien und in Marokko und Algerien.[5] Früher kam die Art auch in Österreich (Tirol, Burgenland, Niederösterreich) vor.[9]
- Artemisia albicaulis Nevski (Syn.: Seriphidium prasinum (Krasch. ex Poljakov) Poljakov): Die Heimat ist Afghanistan.
- Artemisia albicerata Krasch. (Syn. Draconia albicerata (Krasch.) Soják, Oligosporus albiceratus (Krasch.) Poljakov): Das Verbreitungsgebiet liegt im südwestlichen Sibirien und in Kasachstan.
- Artemisia alcockii Pamp.: Sie kommt nur in Tadschikistan vor.
- Artemisia aleutica Hultén: Dieser Endemit kommt nur auf den westlichen Aleuten im US-amerikanischen Bundesstaat Alaska vor.
- Artemisia algeriensis Filatova (Syn.: Seriphidium algeriense (Filatova) Y.R.Ling): Die Heimat ist Algerien.[5]
- Artemisia alpina Pall. ex Willd. (Syn.: Artemisia argentata Klokov, Artemisia caucasica Willd., Artemisia chamissonis Besser, Artemisia chewsurica Sommier & Levier, Artemisia grossheimii Poljakov, Artemisia lanulosa Klokov,  Artemisia monticola K.Koch,  Artemisia pumila Hort. ex Link): Das Verbreitungsgebiet erstreckt sich vom südöstlichen Europa mit Bulgarien und Rumänien über die Ukraine bis in die Kaukasusregion und in die Türkei.
- Artemisia ammaniana Besser (Syn. Artemisia coerulescens Ledeb., Artemisia glauca M.Bieb. ex Ledeb., Draconia glauca (Pall. ex Willd.) Soják): Die Heimat ist Sibirien.
- Artemisia amoena Poljakov: Das Verbreitungsgebiet reicht vom südwestlichen Sibirien über Kasachstan bis in die Mongolei.
- Artemisia amygdalina Decne.: Die Heimat ist das nördliche Pakistan, der indische Bundesstaat Jammu-Kashmir und Afghanistan.
- Artemisia andersiana Podlech: Sie kommt nur in Afghanistan vor.
- Artemisia anethifolia Weber ex Stechm. (Syn.: Absinthium divaricatum Fisch. ex Besser, Artemisia multicaulis Ledeb.): Das Verbreitungsgebiet reicht vom südlichen Sibirien über die Mongolei bis in das nördliche China.[4]
- Artemisia anethoides Mattf. (Syn.: Artemisia korotkyi Krasch., Artemisia zhaodongensis G.Y.Chang & M.Y.Liou): Das Verbreitungsgebiet liegt in Russland, der Mongolei und China.
- Artemisia angustissima Nakai: Sie kommt in Korea und in den chinesischen Provinzen südliches Gansu, Hebei, südöstliches Heilongjiang, Henan, Jiangsu, Jilin, Liaoning, südliches Shaanxi, Shandong sowie Shanxi vor.[8]
- Einjähriger Beifuß (Artemisia annua L.): Das ursprüngliche Verbreitungsgebiet erstreckt sich von Zentralasien über die Kaukasusregion, das westliche Asien bis in das östliche und südöstliche Europa.
- Artemisia anomala S.Moore: Die Heimat liegt im südöstlichen China, auf Taiwan und in Vietnam.[4]
- Artemisia apiacea Hance: Sie kommt nur in Japan vor.
- Artemisia aralensis Krasch. (Syn.: Seriphidium aralense (Krasch.) Poljakov): Die Heimat ist Kasachstan und Usbekistan.
- Artemisia araxina Takht.: Die Heimat ist Aserbaidschan und Armenien.
- Artemisia arborescens (Vaill.) L. (Syn.:  Absinthium arborescens Moench, Absinthium arborescens Vaill., Artemisia argentea Willk. & Lange, Artemisia elegans Salisb.): Die Heimat liegt im Mittelmeerraum.[4]
- Artemisia arbuscula Nutt. (Syn.: Seriphidium arbusculum (Nutt.) W.A.Weber): Die Heimat sind die westlichen Vereinigten Staaten.[4] Es gibt zwei Unterarten.[4]
- Artemisia arenaria DC.: Sie kommt im europäischen Russland, in der Ukraine, im Iran, in Zentralasien und im Kaukasusraum vor.[4]
- Madeira-Beifuß (Artemisia argentea L'Hér.): Dieser Endemit kommt nur auf Inselgruppe Madeira vor.[4]
- Artemisia argyi H.Lév. & Vaniot (Syn.: Artemisia chiarugii Pamp., Artemisia handel-mazzettii Pamp., Artemisia nutans Nakai, Artemisia nutantiflora Nakai): Die Heimat liegt im südlichen Russischen Fernen Osten, der Mongolei, China, Korea und Japan. Als Neophyt kommt sie von Ost- bis Südosteuropa vor.[4]
- Artemisia argyrophylla Ledeb. (Syn.: Artemisia brevis Pamp.): Die Heimat liegt im südwestlichen Sibirien, in der Mongolei und im nordwestlichen China.
- Artemisia armeniaca Lam. (Syn.: Artemisia potentillifolia Spreng.): Die Heimat ist Ungarn, Osteuropa, die Kaukasusregion, das westliche Asien, Kasachstan und das südwestliche Sibirien.
- Artemisia arschantinica Darijma: Sie kommt nur in der Mongolei vor.
- Artemisia aschurbajewii C.Winkl.: Das Verbreitungsgebiet erstreckt sich von Zentralasien bis in das nordwestliche China.
- Artemisia atlantica Coss. & Durieu: Die Heimat ist Marokko, Algerien und Tunesien.[5]
- Artemisia atrata Lam.: Die Heimat ist Frankreich, Italien und Slowenien.[5]
- Artemisia atrovirens Hand.-Mazz.: Sie kommt in weiten Chinas und im nördlichen Thailand vor.[8]
- Artemisia aucheri Boiss.: Sie kommt im Iran, in Afghanistan, im nördlichen Pakistan und im westlichen Tibet vor.[8]
- Artemisia aurata Kom.: Die Vorkommen reichen von der Mongolei über das äußerste südöstliche Russland, das nordöstliche China und Korea bis Japan.
- Artemisia australis Less. (Syn. Artemisia hillebrandii Skottsb.): Die Heimat sind Inseln des Hawaii-Archipels.[4]
- Österreich-Wermut, auch Österreichischer Beifuß (Artemisia austriaca Jacq., Syn.: Artemisia orientalis Willd., Artemisia repens Willd.): Die ursprüngliche Verbreitung reicht vom zentralen Mitteleuropa über die nördliche Balkanhalbinsel, das zentrale und südliche Osteuropa, über Westasien, Zentralasien, Sibirien und Russlands Ferner Osten bis ins nördliche China.
- Artemisia austrohimalayana Y.R.Ling & Puri (Syn.: Artemisia austrohimalayaensis Y.R.Ling & Puri, Artemisia tenuifolia Y.R.Ling & Puri): Die Heimat sind indische Bundesstaaten im westlichen Himalaya.
- Artemisia austroyunnanensis Y.Ling & Y.R.Ling: Die Verbreitung erstreckt sich von der südchinesischen Provinz Yunnan über Hinterindien bis in die Himalaya-Region.
- Artemisia avarica Minat.: Die Heimat ist die südliche Kaukasusregion.
- Artemisia balchanorum Krasch.: Sie kommt nur in Turkmenistan vor.[4]
- Artemisia barrelieri Besser: Sie kommt in Marokko und in Spanien vor.[5]
- Artemisia bashkalensis Kurşat & Civelek: Sie wurde 2015 aus der Türkei erstbeschrieben.[5]
- Zweijähriger Beifuß (Artemisia biennis Willd.): Das ursprüngliche Verbreitungsgebiet ist das westliche Kanada und die westlichen und zentralen Vereinigten Staaten.[4]
- Artemisia bigelovii A. Gray: Sie kommt in den westlichen Vereinigten Staaten und in New Mexico und Texas vor.[4]
- Artemisia borealis Pall.: Sie kommt ursprünglich im südöstlichen Frankreich, in der Schweiz, in Österreich, in Italien, im europäischen Russland, in Sibirien, Kamtschatka, Sachalin, in Alaska, in Kanada und in den westlichen Vereinigten Staaten vor.[4]
- Artemisia brevifolia Wall. ex DC.: Sie kommt in Indien, im nördlichen Pakistan, im nordöstlichen Afghanistan und im westlichen Xizang vor.[4]
- Artemisia caerulescens L.: Sie kommt in mehreren Unterarten in Marokko und in Südeuropa vor.[4][5]
- Kalifornischer Beifuß (Artemisia californica Less.): Sie kommt von Kalifornien bis ins nördliche Mexiko vor.[4]
- Feld-Beifuß (Artemisia campestris L.): Das Verbreitungsgebiet liegt in Eurasien, dem nördlichen Afrika und Nordamerika. Es gibt etwa fünf Unterarten.[4]
- Artemisia cana Pursh: Sie kommt in drei Unterarten im westlichen Kanada und in den westlichen und in den zentralen Vereinigten Staaten vor.[4]
- Artemisia capillaris Thunb.: Sie kommt in Afghanistan, Pakistan, Indien, auf den Philippinen, in Japan, Korea, China, Taiwan, in der Mongolei und im fernöstlichen Russland vor.[4]
- Artemisia carruthii Alph. Wood ex Carruth.: Sie kommt in den Vereinigten Staaten und im nördlichen Mexiko vor.[4]
- Artemisia carvifolia Buch.-Ham. ex Roxb.: Sie kommt in Indien, Nepal, Bangladesch, Myanmar, Vietnam, China und Korea vor.[10]
- Artemisia chamaemelifolia Vill.: Sie kommt im nördlichen Spanien, im südlichen Frankreich, in Italien, Bulgarien, in der Türkei, in Armenien, Georgien, Aserbaidschan und in Daghestan vor.[4]
- Wurmsamen (Artemisia cina O.Berg): Die Heimat sind die asiatischen Steppengebiete im nordwestlichen China, in Kasachstan und Kirgisistan.[4]
- Artemisia codonocephala Diels: Sie kommt in China, Japan, Korea und im fernöstlichen Russland vor.[4]
- Artemisia commutata Besser: Sie kommt in Sibirien, in der Mongolei und im fernöstlichen Russland vor.[4]
- Artemisia copa Phil.: Die Heimat ist Argentinien und Chile.[4]
- Artemisia daghestanica Krasch. & Poretzky: Sie kommt in der Kaukasusregion vor.[5]
- Artemisia desertorum Spreng.: Sie kommt in Pakistan, Indien, Nepal, China, Japan, Korea, in der Mongolei und in Russland vor.[4]
- Moxakraut (Artemisia douglasiana Besser ex Hook., Syn.: Artemisia heterophylla Besser): Die Heimat ist Washington, Oregon, Kalifornien und Nevada.[4]
- Deutscher Estragon (Artemisia dracunculus L.): Die Heimat ist Osteuropa, Zentralasien, Sibirien, Afghanistan, Pakistan, die Mongolei, Indien, das nördliche China, Alaska, Kanada, die Vereinigten Staaten und Mexiko.[4]
- Artemisia dzevanovskyi Leonova: Sie kommt in der Ukraine und in Rumänien vor.[5]
- Artemisia filifolia Torr.: Sie kommt in Kanada, in den westlichen und in den zentralen Vereinigten Staaten sowie im nördlichen Mexiko vor.[4]
- Artemisia flahaultii Emb. & Maire: Sie kommt in Marokko vor.[5]
- Artemisia fragrans Willd.: Sie kommt in der Türkei, im Iran, in Kasachstan und in der Kaukasusregion vor.[4]
- Artemisia frigida Willd.: Sie kommt im europäischen Russland, in Sibirien, Kasachstan, in China, in der Mongolei, in Alaska, Kanada und in den Vereinigten Staaten vor.[4]
- Artemisia fukudo Makino: Sie kommt in Japan, Korea, Taiwan und Zhejiang vor.[4]
- Artemisia furcata M. Bieb.: Sie kommt in Sibirien, im fernöstlichen Russland, in Alaska, Kanada und Washington vor.[4]
- Ährige Edelraute auch Schwarze Edelraute (Artemisia genipi Weber): Die Heimat sind die Alpen von Frankreich über Italien, die Schweiz, Liechtenstein und Österreich bis nach Slowenien.[5]
- Gletscher-Edelraute (Artemisia glacialis L.): Die Heimat sind die südwestlichen Alpen in Frankreich, Italien und der Schweiz.[4]
- Heiligenbeifuß (Artemisia gmelinii Weber, Syn.: Artemisia sacrorum Ledeb., Artemisia vestita Wall. ex DC.[11]): Das Verbreitungsgebiet umfasst Osteuropa, das südliche Sibirien, Zentralasien, die Himalaya-Region, die Mongolei, das nördliche China, Russlands Ferner Osten, Korea und Japan, Indien, Nepal und das nördliche Pakistan.[4]
- Artemisia gorgonum Webb: Dieser Endemit kommt nur auf den Kapverden vor.[4]
- Artemisia granatensis Boiss.: Sie kommt nur in Spanien vor.[5]
- Artemisia henriettae Krasch.: Dieser Endemit kommt nur im Gebiet von Nowaja Semlja und Franz-Josef-Land vor.[5]
- Artemisia herba-alba Asso: Sie kommt in Frankreich, Spanien, Marokko, in der Türkei, Syrien, Israel, im Libanon und in Saudi-Arabien vor.[4]
- Artemisia hololeuca Besser: Sie kommt in der Ukraine und im europäischen Russland vor.[5]
- Artemisia huguetii Caball.: Sie kommt nur in Marokko vor.[5]
- Artemisia ifranensis J. Didier: Sie kommt nur in Marokko vor.[5]
- Artemisia incana (L.) Druce: Sie kommt in Westasien und im Kaukasusraum vor.[4]
- Artemisia inculta Delile: Sie kommt auf Kreta, in Libyen, Ägypten und auf der Sinaihalbinsel vor.[5]
- Artemisia indica Willd.: Sie kommt in Indien, Bhutan, Myanmar, Thailand, China, Japan und Taiwan vor.[4]
- Artemisia insipida Vill.: Die Heimat ist Frankreich; diese Art gilt als ausgestorben.[5]
- Artemisia japonica Thunb.: Sie kommt in Afghanistan, Indien, Nepal, Bhutan, Myanmar, Thailand, China, Japan, Korea und im fernöstlichen Russland vor.[4]
- Artemisia judaica L.: Sie kommt in Marokko, Algerien, Libyen, Ägypten im Tschad, in Saudi-Arabien, Israel und in Jordanien vor.[4]
- Schlitzblatt-Wermut, auch Schlitzblättriger Beifuß (Artemisia laciniata Willd.): Das weite Verbreitungsgebiet umfasst in Europa Deutschland und Österreich und reicht von Russland über Zentralasien bis Ostasien und in Nordamerika von Alaska und Kanada bis zu den westlichen Vereinigten Staaten und New Mexico.[4]
- Elfenraute oder Weißer China-Beifuß (Artemisia lactiflora Wall. ex DC.): Die Verbreitung erstreckt sich vom südlich-zentralen China und Taiwan über Indochina und Indonesien bis zum indischen Subkontinent.[4]
- Artemisia lagocephala (Fisch. ex Besser) DC.: Sie kommt in Sibirien, China und in Russlands Fernem Osten vor.[4]
- Artemisia lancea Vaniot: Sie kommt in China, Japan, Korea und Taiwan vor und ist in Rumänien ein Neophyt.[4]
- Artemisia leucodes Schrenk: Sie kommt in Tadschikistan und in Kasachstan vor.[4]
- Artemisia longifolia Nutt.: Sie kommt im westlichen Kanada und in den nordwestlichen und nördlich-zentralen Vereinigten Staaten vor.[4]
- Artemisia ludoviciana Nutt.: Sie kommt in sechs Unterarten in Kanada, in den Vereinigten Staaten und in Mexiko vor.[4]
- Artemisia lucentica O. Bolòs & al.: Sie kommt nur in Spanien vor.[5]
- Artemisia magellanica Sch.Bip.: Die Heimat ist das südliche Südamerika.
- Strand-Beifuß (Artemisia maritima L.): Die Heimat sind die Küstengebiete des Vereinigten Königreichs und Irlands sowie von der Küste von Frankreich bis Norwegen, Schweden und Estland.[5]
- Artemisia mauiensis (A. Gray) Skottsb.: Sie kommt auf Hawaii vor.[4]
- Artemisia mesatlantica Maire: Sie kommt nur in Marokko vor.[5]
- Artemisia michauxiana Besser: Sie kommt in Kanada und in den westlichen Vereinigten Staaten vor.[4]
- Artemisia molinieri Quézel & al.: Sie kommt in Frankreich vor.[5]
- Artemisia mongolica (Fisch. ex Besser) Nakai: Sie kommt in Zentralasien, Russland, China, Korea und Taiwan vor.[4]
- Artemisia monosperma Delile: Sie kommt in Libyen, Ägypten, auf der Sinaihalbinsel, in Israel, im Libanon und in Jordanien vor.[4]
- Artemisia montana (Nakai) Pamp.: Sie kommt in China, Japan, Korea und in Russlands Fernem Osten vor.[4]
- Artemisia moorcroftiana Wall. ex DC.: Sie kommt in Pakistan, Indien, Nepal, Bhutan und China vor.[4]
- Artemisia myriantha Wall. ex Besser: Sie kommt in China, Indien, Nepal, Bhutan und im nördlichen Myanmar vor.[4]
- Artemisia negrei Ouyahya: Sie kommt nur in Marokko vor.[5]
- Glänzende Edelraute (Artemisia nitida Bertol.): Die Heimat sind die Südalpen in Österreich, Italien und Slowenien.[5]
- Schnee-Edelraute (Artemisia nivalis Braun-Blanq.): Dieser Endemit kommt nur im Wallis in der Schweiz vor.[5]
- Artemisia norvegica Fr.: Sie kommt in zwei Unterarten in Schottland, Norwegen, im europäischen Russland, in Sibirien und im fernöstlichen Russland und außerdem in Alaska, Kanada und in den westlichen Vereinigten Staaten vor.[4]
- Artemisia nova A. Nelson: Sie kommt im westlichen New Mexico und in den westlichen Vereinigten Staaten vor.[4]
- Artemisia oelandica (Besser) Krasch.: Sie kommt nur in Schweden vor.[5]
- Artemisia oranensis Filatova: Sie kommt in Algerien und in Marokko vor.[5]
- Artemisia ordosica Krasch.: Sie kommt in China vor.[4]
- Artemisia pallens Wall. ex DC.: Sie kommt im südlichen Indien vor.[4]
- Waldsteppen-Beifuß, auch Waldsteppen-Wermut (Artemisia pancicii Ronniger ex Danihelka & Marhold): Die Heimat ist Österreich, Tschechien und Serbien.[5]
- Artemisia papposa S.F. Blake & Cronquist: Sie kommt in den US-Bundesstaaten Oregon, Idaho und Nevada vor.[4]
- Artemisia pauciflora Weber ex Stechm.: Sie kommt im südöstlichen europäischen Russland, im Altai und im westlichen Kasachstan vor.[4]
- Artemisia pedatifida Nutt.: Sie kommt in den US-Bundesstaaten Colorado, Idaho, Wyoming und Montana vor.[4]
- Artemisia pedemontana Balb.: Sie kommt in Spanien, Italien und Bulgarien vor.[5]
- Artemisia poljakovii Filatova: Sie kommt nur in Algerien vor.[5]
- Pontischer Beifuß (Artemisia pontica L.): Er ist von Südost-, Mittel- und Osteuropa über das nördliche Kasachstan bis Sibirien und China verbreitet.[4]
- Artemisia porteri Cronquist: Sie kommt in den US-Bundesstaaten Wyoming und südliches Montana vor.[4]
- Artemisia princeps Pamp. (Yomogi oder auch Japanischer Beifuß): Sie kommt in Japan, Korea und in China vor.[8]
- Dünen-Beifuß (Artemisia pycnocephala (Less.) DC., Syn.: Oligosporus pycnocephalus Less.): Sie kommt nur in Kalifornien vor.[4]
- Artemisia pygmaea A. Gray: Sie kommt in den US-Bundesstaaten Colorado, Arizona, Nevada, Utah und New Mexico vor.[4]
- Artemisia ramosa Buch: Sie kommt nur auf Teneriffa und Gran Canaria vor.[5]
- Artemisia reptans Buch: Sie kommt in Marokko und auf Teneriffa, Fuerteventura und Gran Canaria vor.[5]
- Artemisia rigida (Nutt.) A.Gray: Sie kommt im östlichen Washington, im östlichen Oregon, im westlichen Idaho und im nordwestlichen Montana vor.[4]
- Felsen-Beifuß (Artemisia rupestris L., Syn.: Absinthium laxum Lam., Absinthium rupestre (L.) Schrank, Absinthium viride Besser, Absinthium viridifolium (Ledeb.) Besser, Artemisia dentata Willd., Artemisia viridifolia Ledeb.): Die Heimat ist Deutschland, Estland, Schweden und das nördliche europäische Russland sowie Afghanistan, Zentralasien, Sibirien, die Mongolei, das nordwestliche China und außerdem auf dem amerikanischen Kontinent das kanadische Yukon-Territorium.[4]
- Artemisia rutifolia Spreng.: Sie kommt in Zentralasien, Sibirien, Afghanistan, Iran, Pakistan, Nepal, in der Mongolei und in China vor.[4]
- Artemisia saharae Pomel: Sie kommt in Algerien und in Tunesien vor.[5]
- Artemisia santolinifolia Turcz. ex Besser: Sie kommt im europäischen Russland, in Afghanistan, Pakistan, Sibirien, Zentralasien, in der Mongolei und in China vor.[4]
- Salzsteppen-Wermut (Artemisia santonicum L.): Sie ist eine pannonische Salzsteppenpflanze.
- Artemisia schmidtiana Maxim.: Sie kommt in Sachalin, auf den Kurilen, in Hokkaido und Honshu vor.[4]
- Besen-Beifuß (Artemisia scoparia Waldst. & Kitam., Syn.: Absinthium laxum Lam., Artemisia elegans Roxb., Artemisia kohatica Klatt, Artemisia scopariiformis Popov, Artemisia scoparioides Grossh., Oligosporus scoparius (Waldst. & Kit.) Poljakov): Die Verbreitung liegt in Mittel-, Südost- und Osteuropa sowie im gemäßigten Asien, in Ägypten und in Pakistan.[4]
- Artemisia scopulorum A. Gray: Sie kommt in Colorado, Montana, Wyoming, Nevada, Utah und New Mexico vor.[4]
- Artemisia sieberi Besser: Sie kommt in Ägypten, auf der Sinaihalbinsel, in Israel, Jordanien, Syrien im Libanon und in der Türkei vor.[4]
- Sivers Beifuß (Artemisia siversiana Ehrh., Syn.: Absinthium sieversianum (Ehrhart ex Willd.) Besser, Artemisia chrysolepis Kitag., Artemisia koreana Nakai, Artemisia moxa DC., Artemisia scaposa Kitag., Artemisia sparsa Kitag., Carpesium gigas H.Lév. & Vaniot): Das Verbreitungsgebiet ist Zentralasien, die Himalaya-Region, das südliche Sibirien, das fernöstliche Russland, China, Korea, Japan, Indien und Pakistan.[4] Im östlichen europäischen Russland und in der Ukraine ist diese Art ein Neophyt.[4] Sie kommt in Belgien (bei Gent) eingebürgert vor.[9]
- Artemisia songarica Schrenk ex Fisch. & C.A.Mey.: Sie kommt im südöstlichen Kasachstan und im nördlichen Xinjiang vor.[4]
- Artemisia sphaerocephala Krasch.: Sie kommt in der Mongolei und in China vor.[4]
- Artemisia splendens Willd.: Aus der Türkei, Irak, Iran und dem südlichen Kaukasus.
- Artemisia stelleriana Besser: Sie kommt in Russlands Fernem Osten, in Alaska, in Japan und im nördlichen Korea vor.[4]
- Artemisia suksdorfii Piper: Sie kommt im südlichen British Columbia, in Washington, Oregon und Kalifornien vor.[4]
- Artemisia szowitziana (Besser) Grossh.: Sie kommt in Aserbaidschan, in Armenien und in der Kaukasusregion vor.[5]
- Artemisia taurica Willd.: Sie kommt auf der Krim, in der Türkei und im Kaukasusgebiet vor.[4]
- Artemisia terrae-albae Krasch.: Sie kommt im südöstlichen europäischen Russland, in Kasachstan, im nördlichen Xinjiang und in der Mongolei vor.[4]
- Artemisia thuscula Cav.: Sie kommt auf den Kanarischen Inseln vor.[5]
- Artemisia tilesii Ledeb.: Sie kommt im europäischen Russland, in Sibirien, im fernöstlichen Russland, in Japan, in Alaska, Kanada und in den nordwestlichen Vereinigten Staaten vor.[4]
- Armenischer Beifuß (Artemisia tournefortiana Rchb.): Er ist von Vorderasien über Zentralasien, Indien, Nepal, Pakistan, Sibirien, der Mongolei[11] bis ins westliche China weitverbreitet.[4] In Süd-, Mittel- und Osteuropa ist diese Art ein Neophyt.[4]
- Artemisia transiliensis Poljakov: Sie kommt nur in Kirgisistan vor.[4]
- Wüsten-Beifuß (Artemisia tridentata Nutt.): Die Heimat liegt im westlichen Nordamerika von Kanada über die USA bis ins nördliche Mexiko. Es gibt vier Unterarten.[4]
- Artemisia tripartita Rydb.: Sie kommt in zwei Unterarten in British Columbia, Washington, Oregon, Idaho, Wyoming und Nevada vor.[4]
- Echte Edelraute (Artemisia umbelliformis L.): Sie gedeiht in den Gebirgen Mittel- und Südeuropas. Es gibt zwei Unterarten.[4]
- Artemisia vallesiaca All.: Sie kommt in Frankreich, in der Schweiz und in Italien vor.[5]
- Verlotscher Beifuß (Artemisia verlotiorum Lamotte): Die Heimat liegt in China und in Taiwan; sie ist in Europa, auf Madeira, in Algerien, Armenien und Südamerika weitverbreitet eingebürgert.[4]
- Gewöhnlicher Beifuß (Artemisia vulgaris L.): Er kommt durch den Menschen verbreitet heute in fast allen Regionen der Nordhalbkugel vor.

## Nutzung
Schon in der Antike waren Artemisia-Arten als Heil- und Gewürzpflanzen bekannt. Fast alle Artemisia-Arten enthalten viel Bitterstoffe und ätherische Öle. Sie werden vor allem wegen ihrer dekorativen, oft duftenden und bisweilen Insekten-abwehrenden Laubblätter kultiviert.
Der Einjährige Beifuß wird in der Traditionellen Chinesischen Medizin als Malaria-Mittel genutzt. Auf Extrakten aus dem Einjährigen Beifuß beruht die von der WHO empfohlene Therapie gegen Malaria (siehe Artemisinin). Die WHO lehnt aber die Anwendung pflanzlicher Artemisia-Präparate wie Tees ab.
In den französischen und italienischen Alpen, vorrangig im Aosta-Tal, wird aus Artemisia ein dort populärer Kräuterlikör namens Génépi hergestellt.